# ゾウ
ゾウ（象）は、長鼻目ゾウ科 (Elephantidae) に属する哺乳類の総称である。
アジアゾウとアフリカゾウ、それとおそらくはマルミミゾウの、2属3種が現生し、これらは現生最大の陸生哺乳類である。他に絶滅したマンモスやナウマンゾウなどを含む。

## 名称
「ゾウ」は漢字「象」の音読み(呉音)。「象」の字は、紀元前約1000年頃まで古代中国にも生息していたゾウの姿にかたどった象形文字であるとされる。
これとは別に、日本(有史以来)にはゾウがいなかったにもかかわらず、日本語には「きさ」という古称があり、『日本書紀』では象牙を「きさのき」と呼んでいる。
『和名抄』には
などの記述がある。ほか、『うつほ物語』、『宇治拾遺物語』、『徒然草』、江戸時代の『椿説弓張月』などにも「象」の記述がある。
英語やフランス語の elephant、ドイツ語の Elefant、 スペイン語やイタリア語のelefanteはいずれもギリシア語 elephas「ゾウ」に由来し、ギリシア語は雄牛を意味するフェニキア語のエルフ・エルプス、もしくはヘブライ語のエレフ・アレフ・オリフントなどに由来する。

## 形態
長い鼻、大きな耳が特徴。首が短く、立ったままでは口を地面に付けることができない。膝をついてしゃがむか、筋肉質の長い鼻を使って食べ物や水などを口に運ぶ。鼻を使って水を体にかけ、水浴をすることもある。この鼻は上唇と鼻に相当する部分が発達したものであり、先端にある指のような突起で仁丹のような小さな物から、豆腐といったつかみにくい物までを器用に掴み取ることができる。
また嗅覚も優れており、鼻を高く掲げることで遠方より風に乗って運ばれてくる匂いを嗅ぎ取ることができる。聴覚も優れている（#生態を参照）。
視力について、多くの哺乳類と同様に緑色の知覚に劣る二色型色覚であるが、夜の薄明かりでも視力が維持される。
歯式は{\displaystyle {\tfrac {1.0.3.3}{0.0.3.3}}}。第2切歯が巨大化した「牙」を持ち、オスのアフリカゾウでは牙の長さが3.5mにまで達することもある。牙は象牙として珍重され、密猟の対象となる。巨大な板状の臼歯は同時期に上下に1本ずつの計4本しかないが、新しい臼歯が後ろから出て古い臼歯と交換する。これを「水平交換」といい、幼時に3回、成獣で3回交換する。自分の体重や歩くことによって足にかかる負担を少なくするため足の骨と足の裏の間には脂肪に包まれた細胞がつまっており、足の裏の皮膚は固く角質化している。蹄を持つため有蹄類として分類されることもある。

### アフリカゾウとアジアゾウの違い
|                | アフリカゾウ                             | アジアゾウ                                               |
| -------------- | ---------------------------------------- | -------------------------------------------------------- |
| 体長           | 6-7.5m                                   | 5.5-6.4m                                                 |
| 体高           | 3-3.8m                                   | 2.5-3m                                                   |
| 体重           | 5.8-7.5t                                 | 4-5t                                                     |
| 牙             | オスでは3m以上にもなる                   | オスでも2m以下が普通で、メスは更に短く外部からは見えない |
| 歯の表面の模様 | ひし形で間隔はやや広い                   | 横縞の間隔がせまい                                       |
| 背中           | 肩と腰が盛り上がる分背中が少し凹んでいる | 丸い                                                     |
| 耳             | 大きく三角形                             | 小さく四角形                                             |
| 鼻先の指状突起 | 上下2つ                                  | 上方1つ                                                  |
| 蹄の数         | 一般に前足4つ・後足3つ、計14個           | 前足5つ・後足4つ、計18個                                 |
| 気性           | 比較的荒く、人間に慣れ難い               | 比較的温厚で、人間によく慣れるといわれる                 |
| 頭             | 平ら                                     | 2つのこぶがある                                          |
| 体             | 濃い灰色                                 | 薄い灰色または白色                                       |

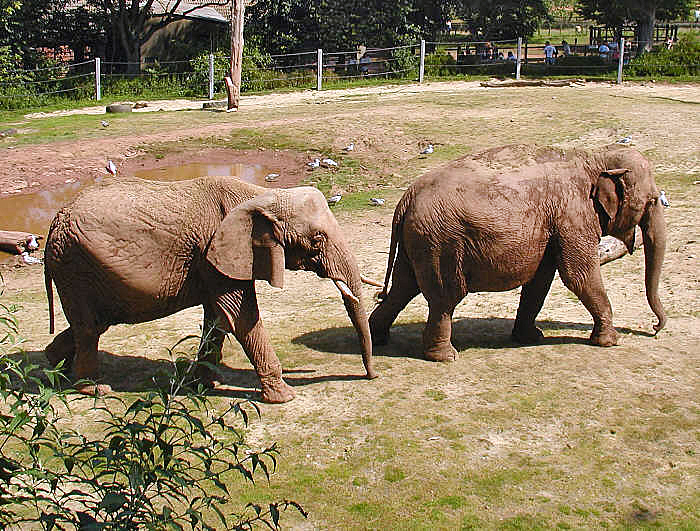
左がアフリカゾウ、右がアジアゾウ

アジアゾウの歩行

ただし気性には個体差もあり、アフリカゾウが全体的に気性が荒いという性質はあるもののアジアゾウ同様に飼い慣らせば人間に従順になるとみられている。なお、かつて調教され労役に使われたアフリカゾウの種はマルミミゾウであり、これはアフリカゾウの中でも比較的温厚とされている。

## 生態

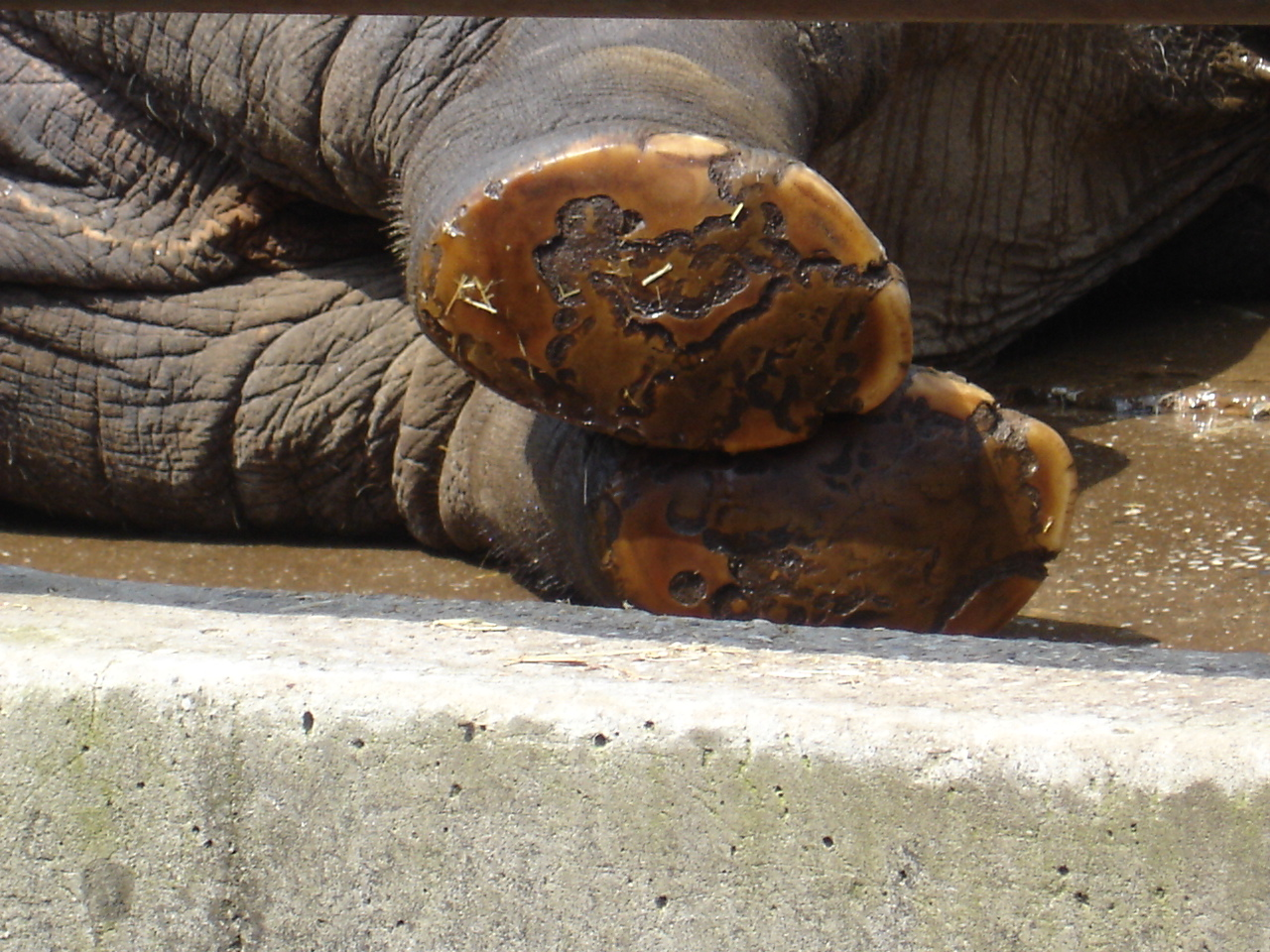
ゾウの足の裏

雌と子供で群れを形成し、雄は単独か雄同士で別に群れを形成して生活する。巨大な体躯のため、成体のゾウが襲われることは少ないが、ヒトをはじめとして、敵は皆無という訳ではなく、アフリカではライオン、インドではトラが、主に若いゾウや幼獣を襲うことが確認されている。そのため、群れの成獣たちは常に幼獣の周囲を取り囲んで、これらの敵から身を守っている。
その巨体に見合わず40km/h程度で走ることが可能であり、四足動物の中で唯一、速度調節の際に前後全ての脚を駆使して加速・減速を行っている。アジアゾウの最高速度は6.8 m/s（25 km/h）。
寿命は60歳から70歳で、20歳ほどで成獣になる。哺乳動物の中で最も妊娠期間が長く、約22カ月に及ぶ。普通、2年から4年ごとに子どもを一頭産む。子ゾウの出生時の体重は約100キロ、身長は約90センチである。
足の裏のひび割れには滑り止めの役割があり、人間の指紋のように個体によってひび割れの模様は異なっている。ゾウのしわは表面積を大きくし熱を発散させるという。
体温調整として、耳をばたつかせ、泥浴びなどによって体温を下げる。汗は、足の爪周りにある汗腺のみである。

### コミュニケーション
- ゾウのコミュニケーション（英語版）
  - 振動交信（英語版）

人間には聞こえない低周波音（人間の可聴周波数帯域下限である約20Hzのそれ以下）で会話しているといわれ、その鳴き声は最大約112dBもの音圧（自動車のクラクション程度）があり、最長で約10km先まで届いた例もある。加えて、象は足を通して低周波を捕えられることも確認された。ゾウの足の裏は非常に繊細であり、そこからの刺激が耳まで伝達される。(従って耳で直接音を聞くわけではない)彼らはこれで30-40km離れたところの音も捕えることができる。このため、雷の音や、遠く離れた地域での降雨を認知できるのではないかと考えられている。

### 認知能力
人間を見分けることもできるほどに高い認知能力を持っているといわれており、例えば飼育下では優しく接してくれた人間に対しては甘えたり挨拶したりするが、逆に自らや仲間に危害を加えた人物に対しては非常に攻撃的になる。また、人の言語の違いを聞き分けられるともいわれ、象を狩っていたマサイ族の言語を非常に警戒したとの報告もある。ただし、同じマサイ族でも狩りに参加しない女性ではなく、男性だけを避けようとする等々、様々な逸話が伝えられる。また、群れの仲間が死んだ場合に葬式ともとれる行動をとることがある。死んだ個体の亡骸（なきがら）に対し、周りに集まり鼻を上げて匂いを嗅ぐような動作や、いたわるように鼻でなでる等の行動をとった記録がある。これらの行為が持つ意味については疑問点や未解明の部分も多いが、いずれにせよかなり優れた記憶力や知能を持つと推察されている。
2006年に、アジアゾウにミラーテストがおこなわれ鏡映認知（鏡に映った自身を自身と理解する能力）があることが判明した。
タイのチェンマイでは象が絵を描く芸が披露されている。日本でも市原ぞうの国の「ゆめ花」が絵や文字を書くことで知られている。

### 食性
選択採食型の食性で草・葉・果実・野菜などを自分で選択的に食べる。ミネラルをとるために泥や岩塩などを食べることもある。
草食動物で1日に150kgの植物や100Lの水を必要とし、野生個体の場合はほぼ一日中食事をとる。また糞の量も多い。成獣では1日平均100キロもの糞をだす。
体が大きく必要となる食物も並大抵の量ではないため、森林伐採などの環境破壊の影響を受けやすい。また食欲と個体数増加に周囲の植生回復が追いつかず、ゾウ自身が環境破壊の元凶になってしまうこともある。

### 発情期
成熟した成獣のオスにはマスト期（発情期、ムスト期）と呼ばれる一定の間凶暴になる時期がある。一般的には発情期と解釈されており、八割の子象がマスト中のオスを父親に持つという調査結果もある。その一方で、期間中は性器が勃起しづらくなるうえ、メスや我が子を見境なく殺害することがあり、何のために起こるのか完全には解明されていない。ゾウはこめかみ辺りの側頭腺からタール状の液体を出すが、マストとなった個体はその分泌量が多くなるため、その判断材料とされる。動物園等では、この時期の個体は保安のため、檻の中で鎖に繋いでおくことが多い。持続時間は数週間から数か月に及び、日照時間やストレスによって大きく左右されることがわかっている。

### ゾウの墓場
ゾウの死体や骨格は自然状態では全くといっていいほど発見されなかったため、欧米ではゾウには人に知られない定まった死に場所があり、死期の迫った個体はそこで最期を迎えるという「ゾウの墓場」という考えが生まれた。だが、実際には他の野生動物でも死体の発見はまれで、ゾウに限ったことではない。自然界では動物の死体は肉食獣や鳥、更には微生物によって短期間で骨格となり、骨格は風化作用で急速に破壊され、結果的に遺骸が人目につくことはなかった。そうした事情が基になり、この伝説ができたものと考えられている。象牙の密猟者が犯行を隠すためにでっち上げたという説もある。なお、人の往来が頻繁になった近年はアフリカのサバンナでもゾウの遺骸が見られることがある。

## ギャラリー

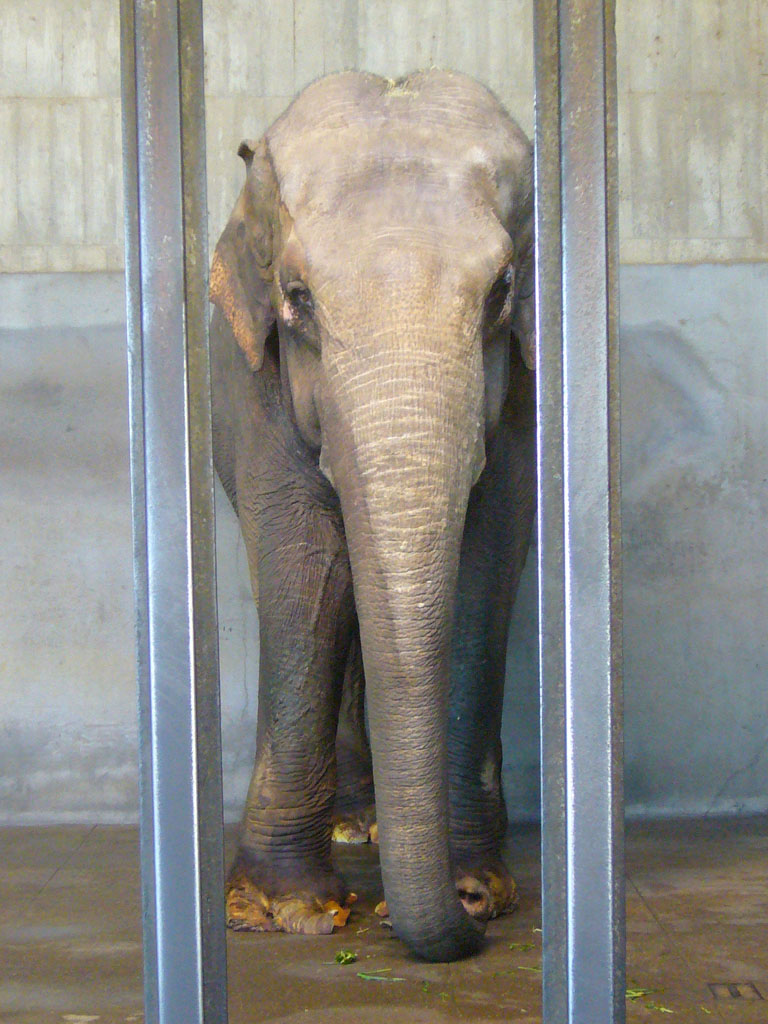
インドゾウの諏訪子（神戸市立王子動物園）
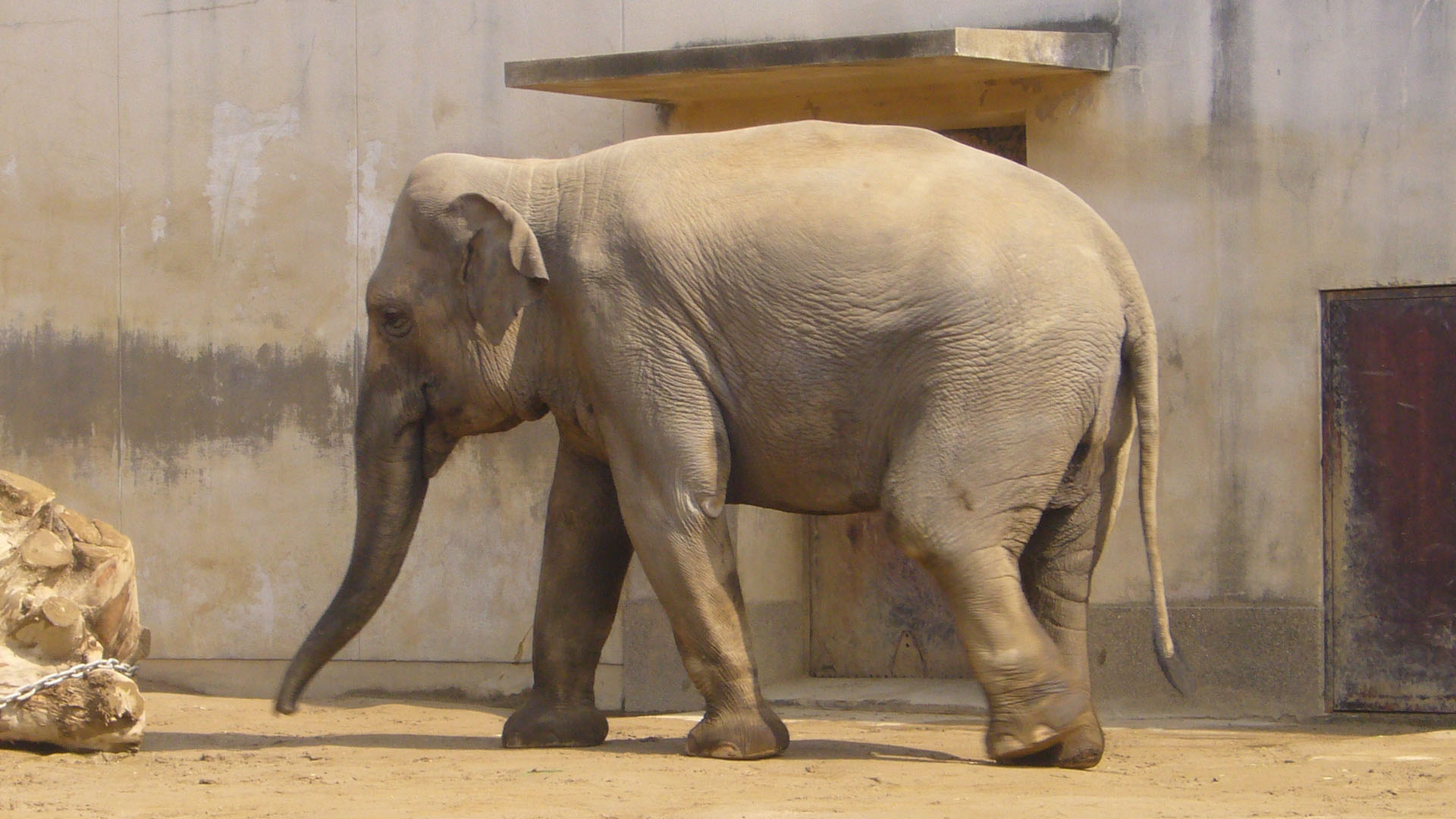
インドゾウのズゼ（神戸市立王子動物園）
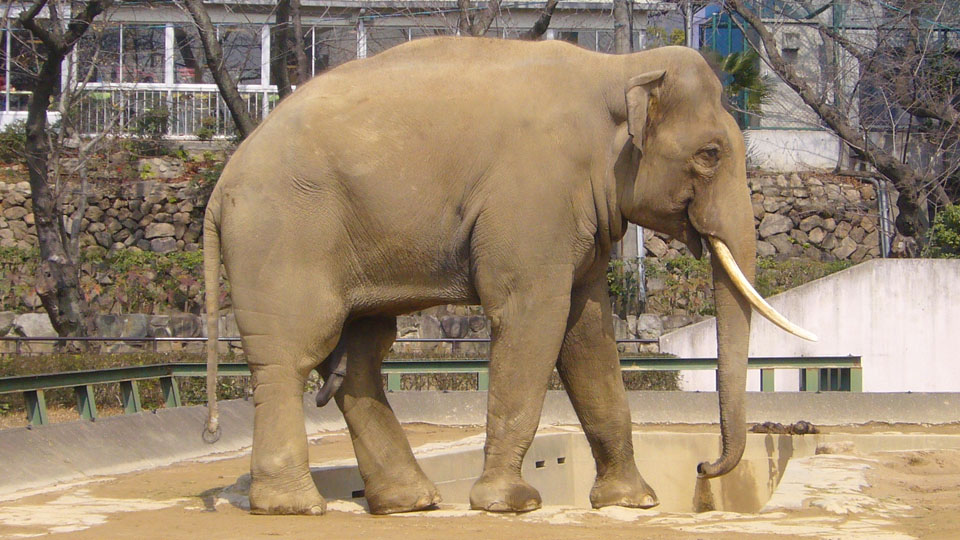
インドゾウのマック（神戸市立王子動物園）
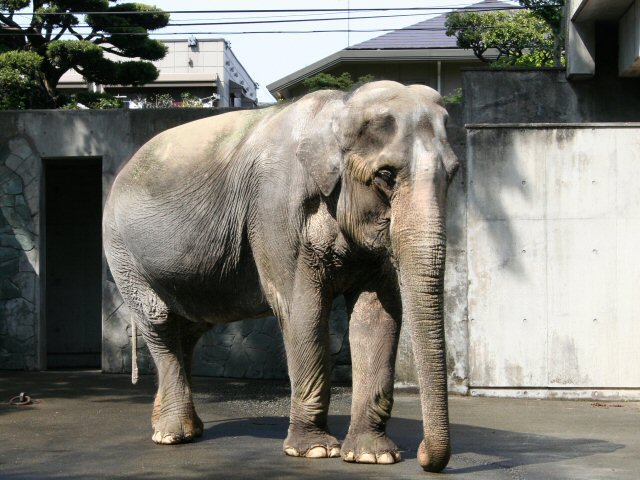
長寿日本一のアジアゾウのはな子（井の頭自然文化園）
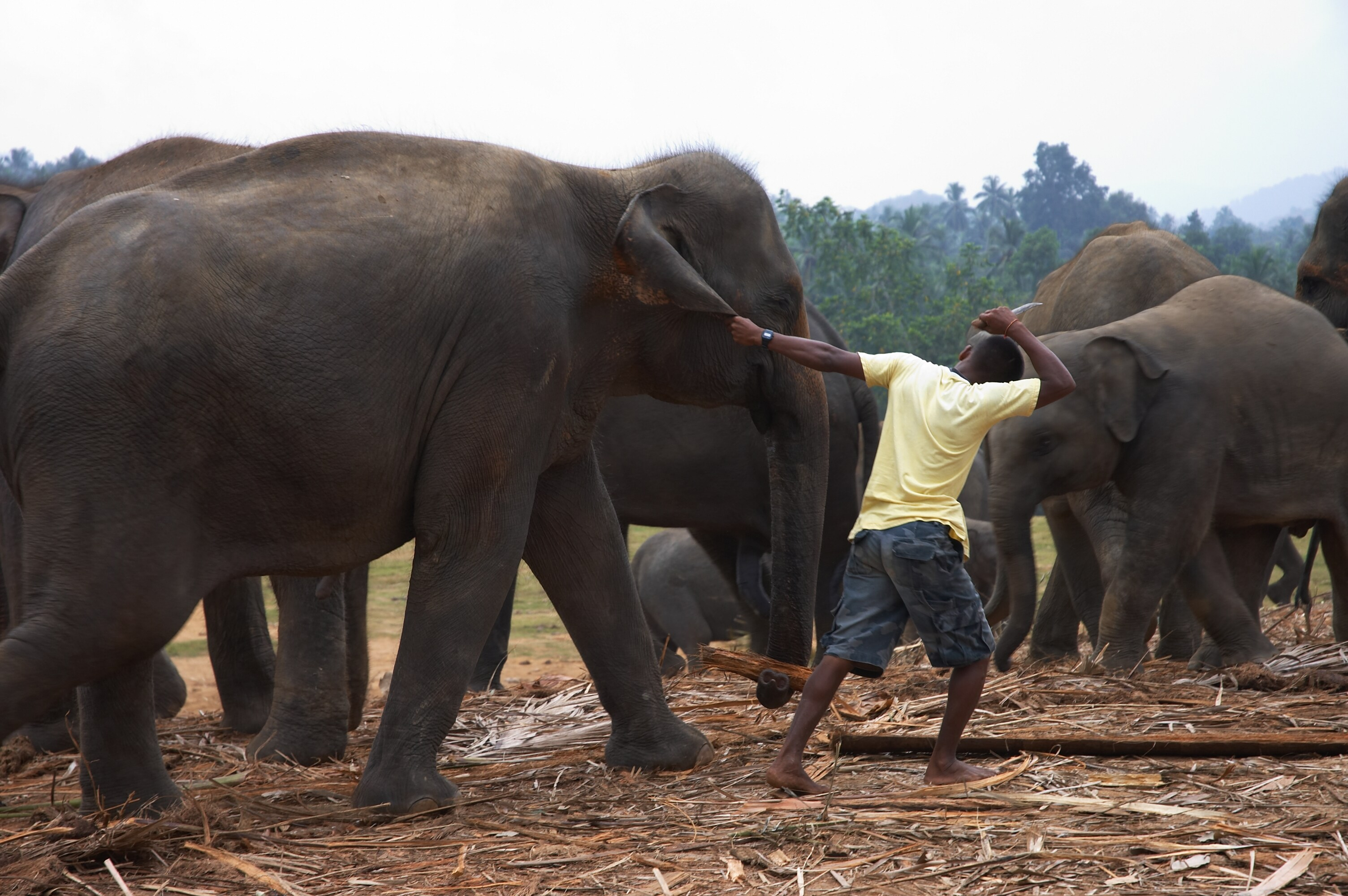
ゾウの移動（スリランカの保護区）。飼育員が手に持つ短刀は護身用。
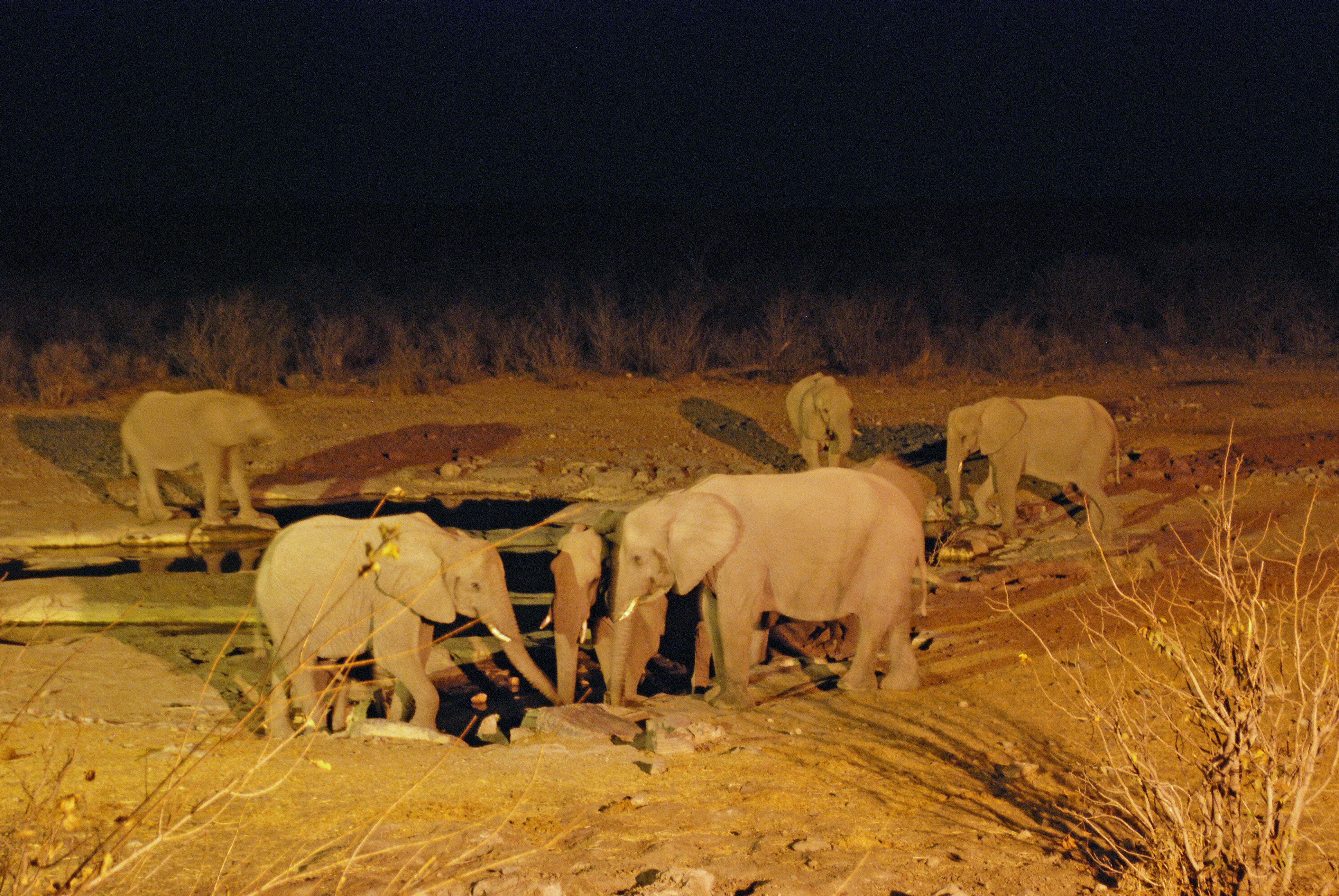
真夜中に水辺に集まるアフリカゾウ（エトーシャ国立公園）
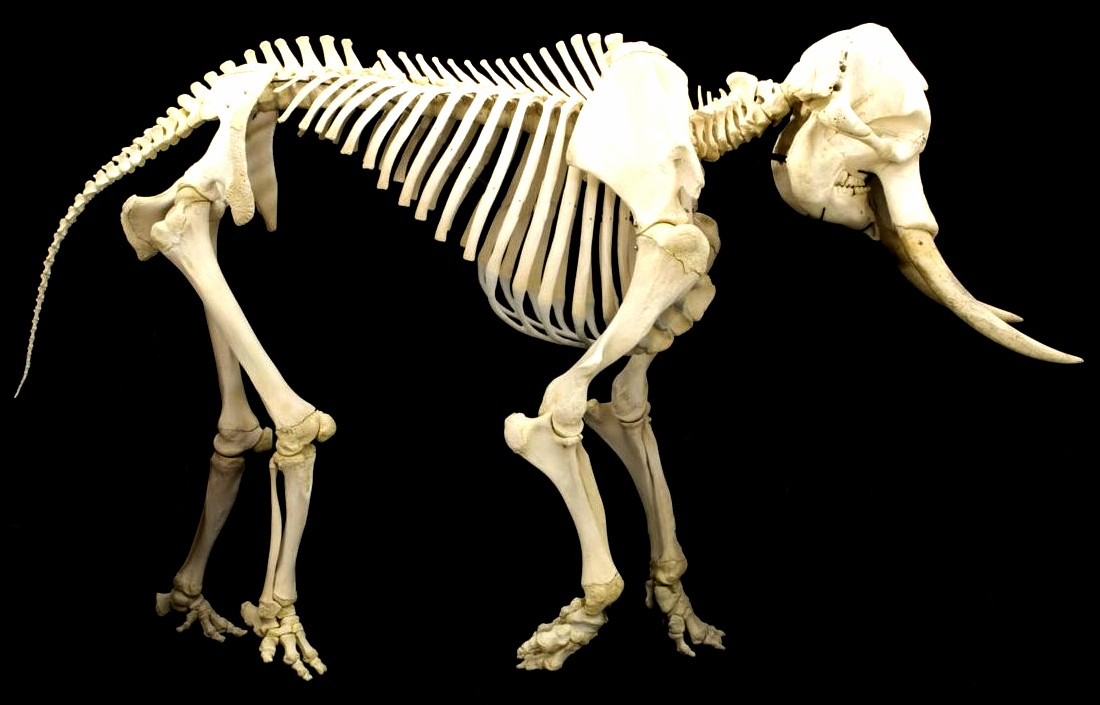
アフリカゾウの骨格
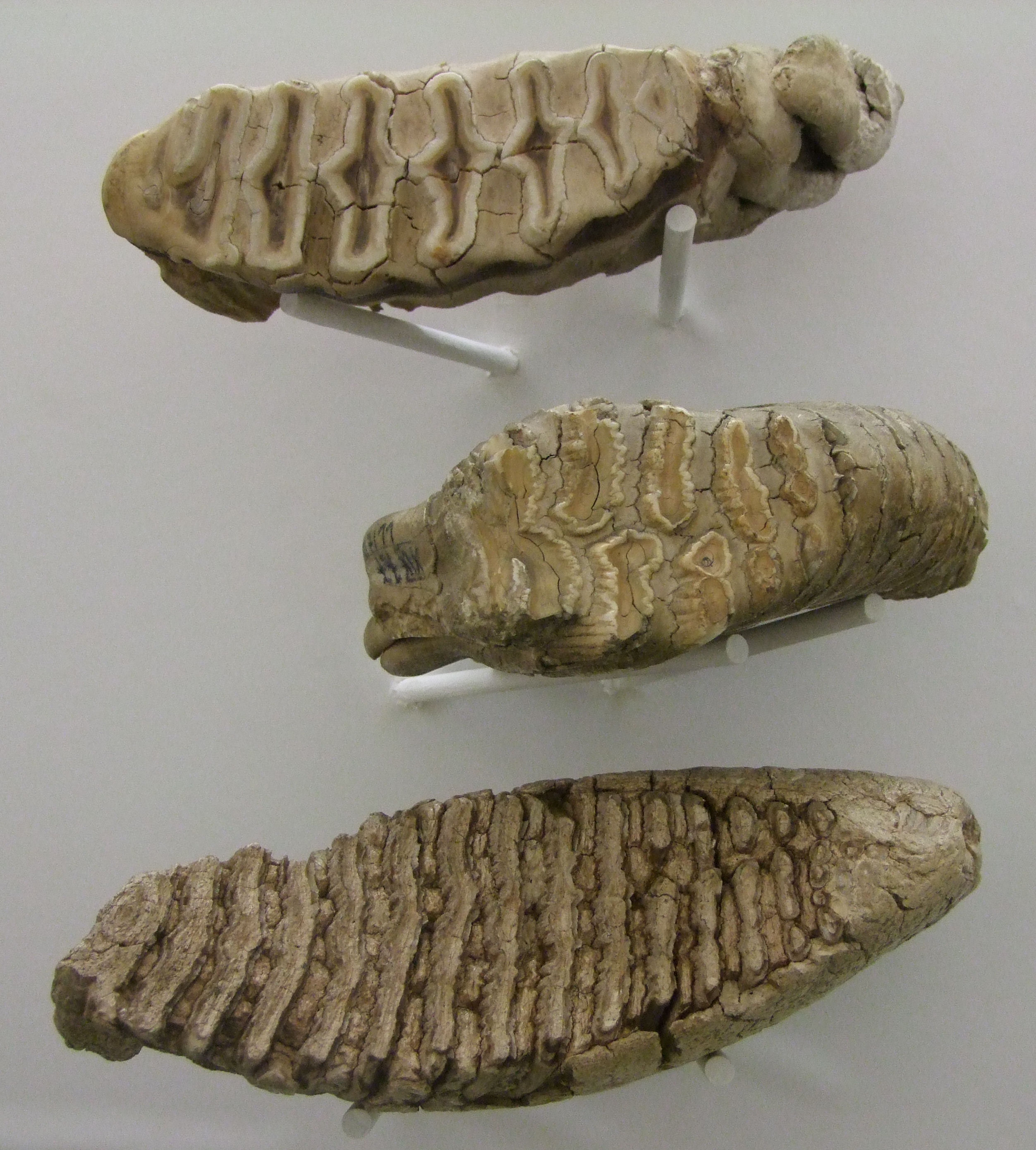
臼歯(上)アフリカゾウ、(中)アジアゾウ、(下)マンモス
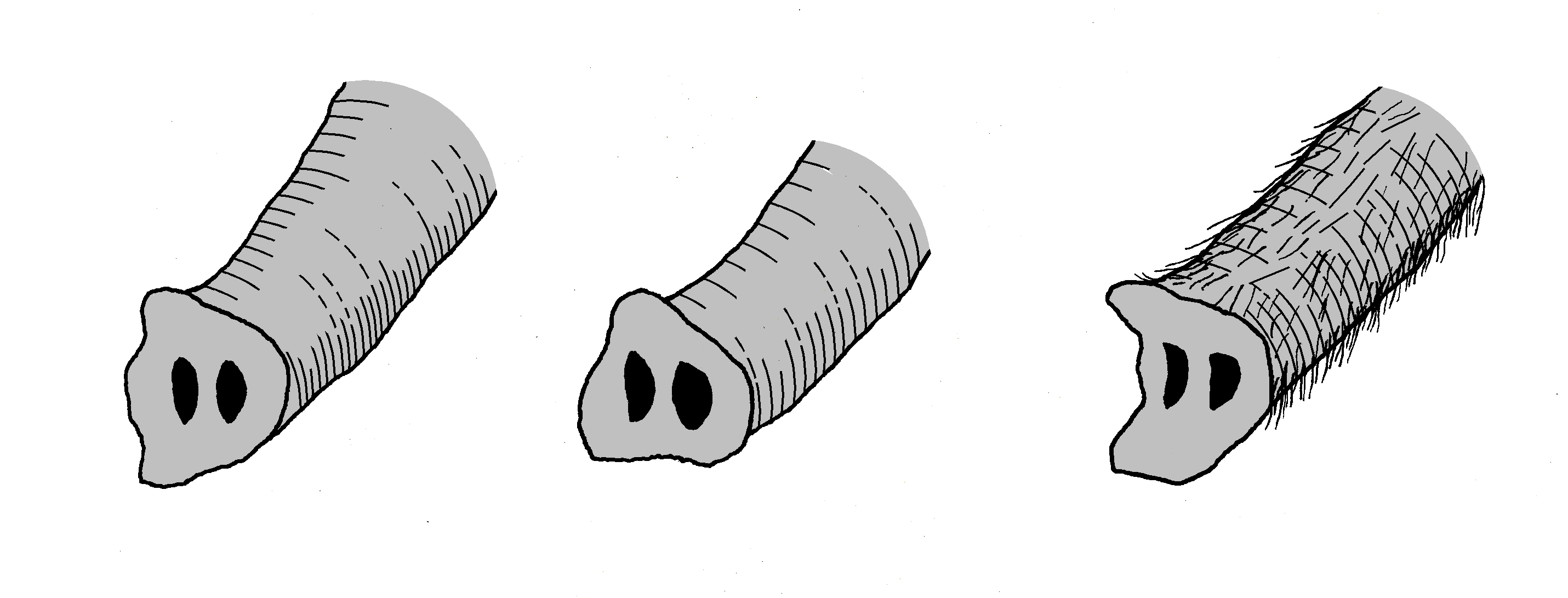
鼻(左)アフリカゾウ、(中)アジアゾウ、(右)マンモス
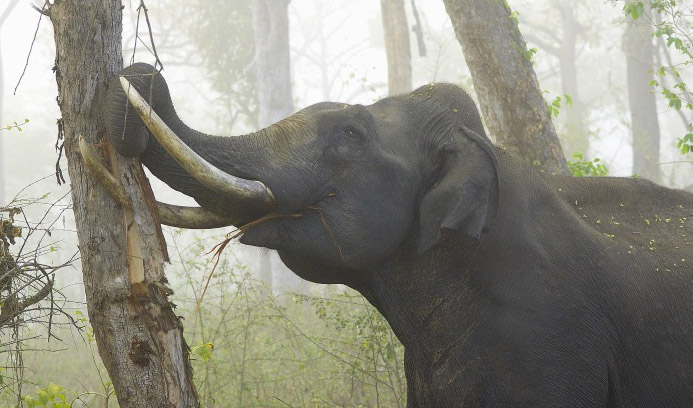
牙を使って樹皮をそいで食べようとするゾウ。よく使う牙は短くなり、摩耗しているため、利き牙がわかる。
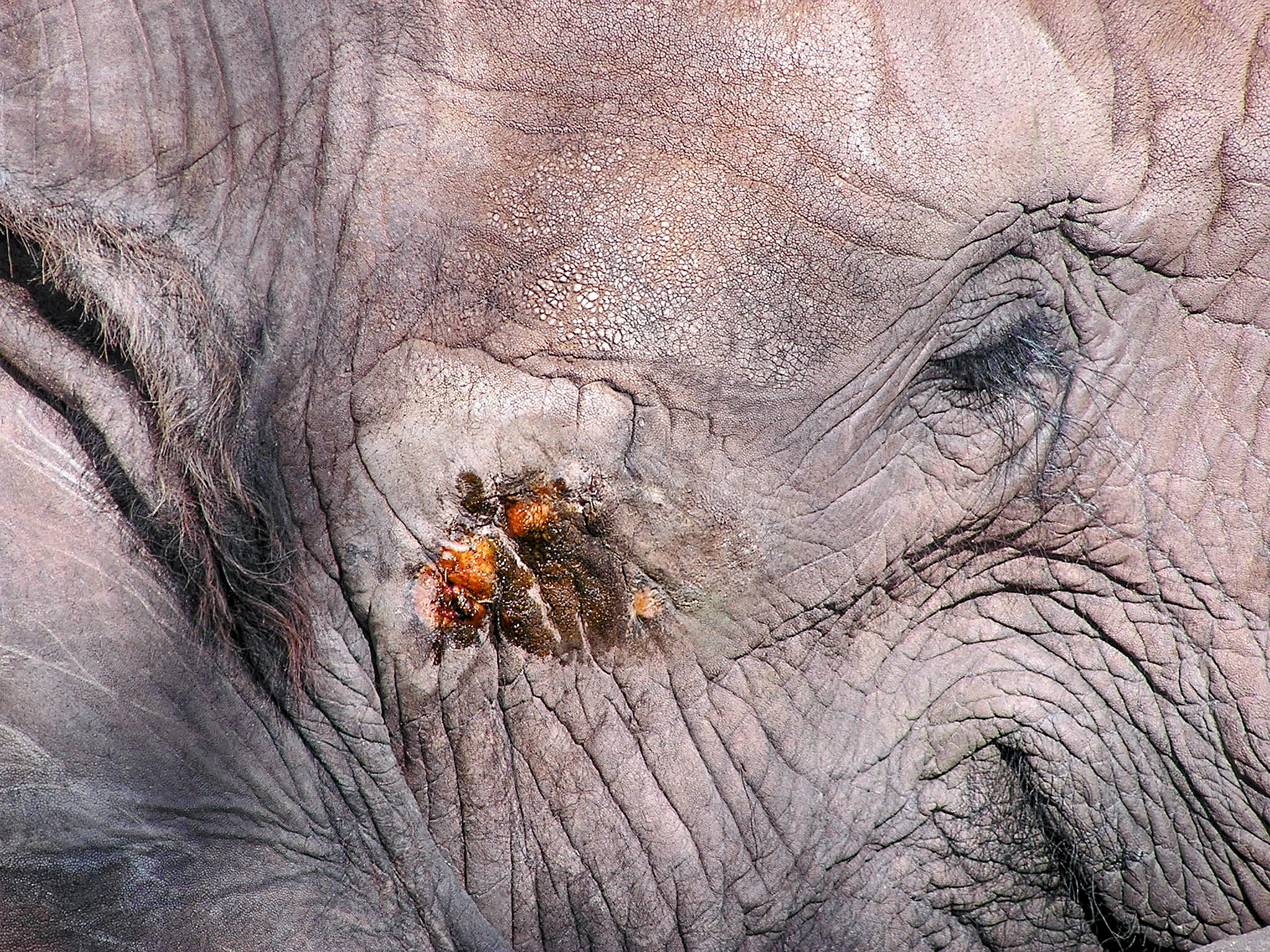
マスト期（英語版）（発情期、ムスト期）のオスが側頭腺からフェロモンを含む分泌物を出す様子。

## 進化と分類

### 進化史
長鼻類で最も進化したグループであるゾウは新生代の第四紀にはオーストラリアと南極大陸以外の全ての大陸に分布していたが、自然環境の変化や人類の狩猟などによりやがて衰退し、現在はサハラ砂漠以南のアフリカに生息するアフリカゾウとインドおよび東南アジアに生息するアジアゾウのわずかに2種が残るのみであり、滅亡へ向かいつつあるグループといえる。動物園の定番ではあるが、共にIUCNレッドリストで絶滅危惧IB類に指定されている。またアフリカゾウの亜種と考えられてきたマルミミゾウは、最近は別種とされることが多くなっている。
化石種のゾウではマンモスが特に有名。かつて日本にもナウマンゾウ (Palaeoloxodon naumanni) などのゾウが生息していた時代がある。

### 系統
Shoshani et al.(2007)による舌骨形質による分岐図。

|             | †パレオロクソドン属 Palaeoloxodon (ナウマンゾウなど)                           |
|             |                                                                                |
| ゾウ亜族    | \| \| アジアゾウ属 Elephas \| \| \| \| \| \| †マンモス属 Mammuthus \| \| \| \| |
| Elephantina | \| \| アジアゾウ属 Elephas \| \| \| \| \| \| †マンモス属 Mammuthus \| \| \| \| |
|             | アジアゾウ属 Elephas                                                           |
|             |                                                                                |
|             | †マンモス属 Mammuthus                                                          |
|             |                                                                                |

|  | アジアゾウ属 Elephas  |
|  |                       |
|  | †マンモス属 Mammuthus |
|  |                       |

|             | †パレオロクソドン属 Palaeoloxodon (ナウマンゾウなど)                           |
|             |                                                                                |
| ゾウ亜族    | \| \| アジアゾウ属 Elephas \| \| \| \| \| \| †マンモス属 Mammuthus \| \| \| \| |
| Elephantina | \| \| アジアゾウ属 Elephas \| \| \| \| \| \| †マンモス属 Mammuthus \| \| \| \| |
|             | アジアゾウ属 Elephas                                                           |
|             |                                                                                |
|             | †マンモス属 Mammuthus                                                          |
|             |                                                                                |

|  | アジアゾウ属 Elephas  |
|  |                       |
|  | †マンモス属 Mammuthus |
|  |                       |

|             | †パレオロクソドン属 Palaeoloxodon (ナウマンゾウなど)                           |
|             |                                                                                |
| ゾウ亜族    | \| \| アジアゾウ属 Elephas \| \| \| \| \| \| †マンモス属 Mammuthus \| \| \| \| |
| Elephantina | \| \| アジアゾウ属 Elephas \| \| \| \| \| \| †マンモス属 Mammuthus \| \| \| \| |
|             | アジアゾウ属 Elephas                                                           |
|             |                                                                                |
|             | †マンモス属 Mammuthus                                                          |
|             |                                                                                |

|  | アジアゾウ属 Elephas  |
|  |                       |
|  | †マンモス属 Mammuthus |
|  |                       |

|             | †パレオロクソドン属 Palaeoloxodon (ナウマンゾウなど)                           |
|             |                                                                                |
| ゾウ亜族    | \| \| アジアゾウ属 Elephas \| \| \| \| \| \| †マンモス属 Mammuthus \| \| \| \| |
| Elephantina | \| \| アジアゾウ属 Elephas \| \| \| \| \| \| †マンモス属 Mammuthus \| \| \| \| |
|             | アジアゾウ属 Elephas                                                           |
|             |                                                                                |
|             | †マンモス属 Mammuthus                                                          |
|             |                                                                                |

|  | アジアゾウ属 Elephas  |
|  |                       |
|  | †マンモス属 Mammuthus |
|  |                       |

|             | †パレオロクソドン属 Palaeoloxodon (ナウマンゾウなど)                           |
|             |                                                                                |
| ゾウ亜族    | \| \| アジアゾウ属 Elephas \| \| \| \| \| \| †マンモス属 Mammuthus \| \| \| \| |
| Elephantina | \| \| アジアゾウ属 Elephas \| \| \| \| \| \| †マンモス属 Mammuthus \| \| \| \| |
|             | アジアゾウ属 Elephas                                                           |
|             |                                                                                |
|             | †マンモス属 Mammuthus                                                          |
|             |                                                                                |

|  | アジアゾウ属 Elephas  |
|  |                       |
|  | †マンモス属 Mammuthus |
|  |                       |

|             | †パレオロクソドン属 Palaeoloxodon (ナウマンゾウなど)                           |
|             |                                                                                |
| ゾウ亜族    | \| \| アジアゾウ属 Elephas \| \| \| \| \| \| †マンモス属 Mammuthus \| \| \| \| |
| Elephantina | \| \| アジアゾウ属 Elephas \| \| \| \| \| \| †マンモス属 Mammuthus \| \| \| \| |
|             | アジアゾウ属 Elephas                                                           |
|             |                                                                                |
|             | †マンモス属 Mammuthus                                                          |
|             |                                                                                |

|  | アジアゾウ属 Elephas  |
|  |                       |
|  | †マンモス属 Mammuthus |
|  |                       |

|             | †パレオロクソドン属 Palaeoloxodon (ナウマンゾウなど)                           |
|             |                                                                                |
| ゾウ亜族    | \| \| アジアゾウ属 Elephas \| \| \| \| \| \| †マンモス属 Mammuthus \| \| \| \| |
| Elephantina | \| \| アジアゾウ属 Elephas \| \| \| \| \| \| †マンモス属 Mammuthus \| \| \| \| |
|             | アジアゾウ属 Elephas                                                           |
|             |                                                                                |
|             | †マンモス属 Mammuthus                                                          |
|             |                                                                                |

|  | アジアゾウ属 Elephas  |
|  |                       |
|  | †マンモス属 Mammuthus |
|  |                       |

|             | †パレオロクソドン属 Palaeoloxodon (ナウマンゾウなど)                           |
|             |                                                                                |
| ゾウ亜族    | \| \| アジアゾウ属 Elephas \| \| \| \| \| \| †マンモス属 Mammuthus \| \| \| \| |
| Elephantina | \| \| アジアゾウ属 Elephas \| \| \| \| \| \| †マンモス属 Mammuthus \| \| \| \| |
|             | アジアゾウ属 Elephas                                                           |
|             |                                                                                |
|             | †マンモス属 Mammuthus                                                          |
|             |                                                                                |

|  | アジアゾウ属 Elephas  |
|  |                       |
|  | †マンモス属 Mammuthus |
|  |                       |

|             | †パレオロクソドン属 Palaeoloxodon (ナウマンゾウなど)                           |
|             |                                                                                |
| ゾウ亜族    | \| \| アジアゾウ属 Elephas \| \| \| \| \| \| †マンモス属 Mammuthus \| \| \| \| |
| Elephantina | \| \| アジアゾウ属 Elephas \| \| \| \| \| \| †マンモス属 Mammuthus \| \| \| \| |
|             | アジアゾウ属 Elephas                                                           |
|             |                                                                                |
|             | †マンモス属 Mammuthus                                                          |
|             |                                                                                |

|  | アジアゾウ属 Elephas  |
|  |                       |
|  | †マンモス属 Mammuthus |
|  |                       |

|             | †パレオロクソドン属 Palaeoloxodon (ナウマンゾウなど)                           |
|             |                                                                                |
| ゾウ亜族    | \| \| アジアゾウ属 Elephas \| \| \| \| \| \| †マンモス属 Mammuthus \| \| \| \| |
| Elephantina | \| \| アジアゾウ属 Elephas \| \| \| \| \| \| †マンモス属 Mammuthus \| \| \| \| |
|             | アジアゾウ属 Elephas                                                           |
|             |                                                                                |
|             | †マンモス属 Mammuthus                                                          |
|             |                                                                                |

|  | アジアゾウ属 Elephas  |
|  |                       |
|  | †マンモス属 Mammuthus |
|  |                       |

|             | †パレオロクソドン属 Palaeoloxodon (ナウマンゾウなど)                           |
|             |                                                                                |
| ゾウ亜族    | \| \| アジアゾウ属 Elephas \| \| \| \| \| \| †マンモス属 Mammuthus \| \| \| \| |
| Elephantina | \| \| アジアゾウ属 Elephas \| \| \| \| \| \| †マンモス属 Mammuthus \| \| \| \| |
|             | アジアゾウ属 Elephas                                                           |
|             |                                                                                |
|             | †マンモス属 Mammuthus                                                          |
|             |                                                                                |

|  | アジアゾウ属 Elephas  |
|  |                       |
|  | †マンモス属 Mammuthus |
|  |                       |

|             | †パレオロクソドン属 Palaeoloxodon (ナウマンゾウなど)                           |
|             |                                                                                |
| ゾウ亜族    | \| \| アジアゾウ属 Elephas \| \| \| \| \| \| †マンモス属 Mammuthus \| \| \| \| |
| Elephantina | \| \| アジアゾウ属 Elephas \| \| \| \| \| \| †マンモス属 Mammuthus \| \| \| \| |
|             | アジアゾウ属 Elephas                                                           |
|             |                                                                                |
|             | †マンモス属 Mammuthus                                                          |
|             |                                                                                |

|  | アジアゾウ属 Elephas  |
|  |                       |
|  | †マンモス属 Mammuthus |
|  |                       |

|             | †パレオロクソドン属 Palaeoloxodon (ナウマンゾウなど)                           |
|             |                                                                                |
| ゾウ亜族    | \| \| アジアゾウ属 Elephas \| \| \| \| \| \| †マンモス属 Mammuthus \| \| \| \| |
| Elephantina | \| \| アジアゾウ属 Elephas \| \| \| \| \| \| †マンモス属 Mammuthus \| \| \| \| |
|             | アジアゾウ属 Elephas                                                           |
|             |                                                                                |
|             | †マンモス属 Mammuthus                                                          |
|             |                                                                                |

|  | アジアゾウ属 Elephas  |
|  |                       |
|  | †マンモス属 Mammuthus |
|  |                       |

|             | †パレオロクソドン属 Palaeoloxodon (ナウマンゾウなど)                           |
|             |                                                                                |
| ゾウ亜族    | \| \| アジアゾウ属 Elephas \| \| \| \| \| \| †マンモス属 Mammuthus \| \| \| \| |
| Elephantina | \| \| アジアゾウ属 Elephas \| \| \| \| \| \| †マンモス属 Mammuthus \| \| \| \| |
|             | アジアゾウ属 Elephas                                                           |
|             |                                                                                |
|             | †マンモス属 Mammuthus                                                          |
|             |                                                                                |

|  | アジアゾウ属 Elephas  |
|  |                       |
|  | †マンモス属 Mammuthus |
|  |                       |

|             | †パレオロクソドン属 Palaeoloxodon (ナウマンゾウなど)                           |
|             |                                                                                |
| ゾウ亜族    | \| \| アジアゾウ属 Elephas \| \| \| \| \| \| †マンモス属 Mammuthus \| \| \| \| |
| Elephantina | \| \| アジアゾウ属 Elephas \| \| \| \| \| \| †マンモス属 Mammuthus \| \| \| \| |
|             | アジアゾウ属 Elephas                                                           |
|             |                                                                                |
|             | †マンモス属 Mammuthus                                                          |
|             |                                                                                |

|  | アジアゾウ属 Elephas  |
|  |                       |
|  | †マンモス属 Mammuthus |
|  |                       |

|             | †パレオロクソドン属 Palaeoloxodon (ナウマンゾウなど)                           |
|             |                                                                                |
| ゾウ亜族    | \| \| アジアゾウ属 Elephas \| \| \| \| \| \| †マンモス属 Mammuthus \| \| \| \| |
| Elephantina | \| \| アジアゾウ属 Elephas \| \| \| \| \| \| †マンモス属 Mammuthus \| \| \| \| |
|             | アジアゾウ属 Elephas                                                           |
|             |                                                                                |
|             | †マンモス属 Mammuthus                                                          |
|             |                                                                                |

|  | アジアゾウ属 Elephas  |
|  |                       |
|  | †マンモス属 Mammuthus |
|  |                       |

|             | †パレオロクソドン属 Palaeoloxodon (ナウマンゾウなど)                           |
|             |                                                                                |
| ゾウ亜族    | \| \| アジアゾウ属 Elephas \| \| \| \| \| \| †マンモス属 Mammuthus \| \| \| \| |
| Elephantina | \| \| アジアゾウ属 Elephas \| \| \| \| \| \| †マンモス属 Mammuthus \| \| \| \| |
|             | アジアゾウ属 Elephas                                                           |
|             |                                                                                |
|             | †マンモス属 Mammuthus                                                          |
|             |                                                                                |

|  | アジアゾウ属 Elephas  |
|  |                       |
|  | †マンモス属 Mammuthus |
|  |                       |

|             | †パレオロクソドン属 Palaeoloxodon (ナウマンゾウなど)                           |
|             |                                                                                |
| ゾウ亜族    | \| \| アジアゾウ属 Elephas \| \| \| \| \| \| †マンモス属 Mammuthus \| \| \| \| |
| Elephantina | \| \| アジアゾウ属 Elephas \| \| \| \| \| \| †マンモス属 Mammuthus \| \| \| \| |
|             | アジアゾウ属 Elephas                                                           |
|             |                                                                                |
|             | †マンモス属 Mammuthus                                                          |
|             |                                                                                |

|  | アジアゾウ属 Elephas  |
|  |                       |
|  | †マンモス属 Mammuthus |
|  |                       |

|             | †パレオロクソドン属 Palaeoloxodon (ナウマンゾウなど)                           |
|             |                                                                                |
| ゾウ亜族    | \| \| アジアゾウ属 Elephas \| \| \| \| \| \| †マンモス属 Mammuthus \| \| \| \| |
| Elephantina | \| \| アジアゾウ属 Elephas \| \| \| \| \| \| †マンモス属 Mammuthus \| \| \| \| |
|             | アジアゾウ属 Elephas                                                           |
|             |                                                                                |
|             | †マンモス属 Mammuthus                                                          |
|             |                                                                                |

|  | アジアゾウ属 Elephas  |
|  |                       |
|  | †マンモス属 Mammuthus |
|  |                       |

|             | †パレオロクソドン属 Palaeoloxodon (ナウマンゾウなど)                           |
|             |                                                                                |
| ゾウ亜族    | \| \| アジアゾウ属 Elephas \| \| \| \| \| \| †マンモス属 Mammuthus \| \| \| \| |
| Elephantina | \| \| アジアゾウ属 Elephas \| \| \| \| \| \| †マンモス属 Mammuthus \| \| \| \| |
|             | アジアゾウ属 Elephas                                                           |
|             |                                                                                |
|             | †マンモス属 Mammuthus                                                          |
|             |                                                                                |

|  | アジアゾウ属 Elephas  |
|  |                       |
|  | †マンモス属 Mammuthus |
|  |                       |

|             | †パレオロクソドン属 Palaeoloxodon (ナウマンゾウなど)                           |
|             |                                                                                |
| ゾウ亜族    | \| \| アジアゾウ属 Elephas \| \| \| \| \| \| †マンモス属 Mammuthus \| \| \| \| |
| Elephantina | \| \| アジアゾウ属 Elephas \| \| \| \| \| \| †マンモス属 Mammuthus \| \| \| \| |
|             | アジアゾウ属 Elephas                                                           |
|             |                                                                                |
|             | †マンモス属 Mammuthus                                                          |
|             |                                                                                |

|  | アジアゾウ属 Elephas  |
|  |                       |
|  | †マンモス属 Mammuthus |
|  |                       |

|             | †パレオロクソドン属 Palaeoloxodon (ナウマンゾウなど)                           |
|             |                                                                                |
| ゾウ亜族    | \| \| アジアゾウ属 Elephas \| \| \| \| \| \| †マンモス属 Mammuthus \| \| \| \| |
| Elephantina | \| \| アジアゾウ属 Elephas \| \| \| \| \| \| †マンモス属 Mammuthus \| \| \| \| |
|             | アジアゾウ属 Elephas                                                           |
|             |                                                                                |
|             | †マンモス属 Mammuthus                                                          |
|             |                                                                                |

|  | アジアゾウ属 Elephas  |
|  |                       |
|  | †マンモス属 Mammuthus |
|  |                       |

|             | †パレオロクソドン属 Palaeoloxodon (ナウマンゾウなど)                           |
|             |                                                                                |
| ゾウ亜族    | \| \| アジアゾウ属 Elephas \| \| \| \| \| \| †マンモス属 Mammuthus \| \| \| \| |
| Elephantina | \| \| アジアゾウ属 Elephas \| \| \| \| \| \| †マンモス属 Mammuthus \| \| \| \| |
|             | アジアゾウ属 Elephas                                                           |
|             |                                                                                |
|             | †マンモス属 Mammuthus                                                          |
|             |                                                                                |

|  | アジアゾウ属 Elephas  |
|  |                       |
|  | †マンモス属 Mammuthus |
|  |                       |

|             | †パレオロクソドン属 Palaeoloxodon (ナウマンゾウなど)                           |
|             |                                                                                |
| ゾウ亜族    | \| \| アジアゾウ属 Elephas \| \| \| \| \| \| †マンモス属 Mammuthus \| \| \| \| |
| Elephantina | \| \| アジアゾウ属 Elephas \| \| \| \| \| \| †マンモス属 Mammuthus \| \| \| \| |
|             | アジアゾウ属 Elephas                                                           |
|             |                                                                                |
|             | †マンモス属 Mammuthus                                                          |
|             |                                                                                |

|  | アジアゾウ属 Elephas  |
|  |                       |
|  | †マンモス属 Mammuthus |
|  |                       |

|             | †パレオロクソドン属 Palaeoloxodon (ナウマンゾウなど)                           |
|             |                                                                                |
| ゾウ亜族    | \| \| アジアゾウ属 Elephas \| \| \| \| \| \| †マンモス属 Mammuthus \| \| \| \| |
| Elephantina | \| \| アジアゾウ属 Elephas \| \| \| \| \| \| †マンモス属 Mammuthus \| \| \| \| |
|             | アジアゾウ属 Elephas                                                           |
|             |                                                                                |
|             | †マンモス属 Mammuthus                                                          |
|             |                                                                                |

|  | アジアゾウ属 Elephas  |
|  |                       |
|  | †マンモス属 Mammuthus |
|  |                       |

|             | †パレオロクソドン属 Palaeoloxodon (ナウマンゾウなど)                           |
|             |                                                                                |
| ゾウ亜族    | \| \| アジアゾウ属 Elephas \| \| \| \| \| \| †マンモス属 Mammuthus \| \| \| \| |
| Elephantina | \| \| アジアゾウ属 Elephas \| \| \| \| \| \| †マンモス属 Mammuthus \| \| \| \| |
|             | アジアゾウ属 Elephas                                                           |
|             |                                                                                |
|             | †マンモス属 Mammuthus                                                          |
|             |                                                                                |

|  | アジアゾウ属 Elephas  |
|  |                       |
|  | †マンモス属 Mammuthus |
|  |                       |

|             | †パレオロクソドン属 Palaeoloxodon (ナウマンゾウなど)                           |
|             |                                                                                |
| ゾウ亜族    | \| \| アジアゾウ属 Elephas \| \| \| \| \| \| †マンモス属 Mammuthus \| \| \| \| |
| Elephantina | \| \| アジアゾウ属 Elephas \| \| \| \| \| \| †マンモス属 Mammuthus \| \| \| \| |
|             | アジアゾウ属 Elephas                                                           |
|             |                                                                                |
|             | †マンモス属 Mammuthus                                                          |
|             |                                                                                |

|  | アジアゾウ属 Elephas  |
|  |                       |
|  | †マンモス属 Mammuthus |
|  |                       |

|             | †パレオロクソドン属 Palaeoloxodon (ナウマンゾウなど)                           |
|             |                                                                                |
| ゾウ亜族    | \| \| アジアゾウ属 Elephas \| \| \| \| \| \| †マンモス属 Mammuthus \| \| \| \| |
| Elephantina | \| \| アジアゾウ属 Elephas \| \| \| \| \| \| †マンモス属 Mammuthus \| \| \| \| |
|             | アジアゾウ属 Elephas                                                           |
|             |                                                                                |
|             | †マンモス属 Mammuthus                                                          |
|             |                                                                                |

|  | アジアゾウ属 Elephas  |
|  |                       |
|  | †マンモス属 Mammuthus |
|  |                       |

|             | †パレオロクソドン属 Palaeoloxodon (ナウマンゾウなど)                           |
|             |                                                                                |
| ゾウ亜族    | \| \| アジアゾウ属 Elephas \| \| \| \| \| \| †マンモス属 Mammuthus \| \| \| \| |
| Elephantina | \| \| アジアゾウ属 Elephas \| \| \| \| \| \| †マンモス属 Mammuthus \| \| \| \| |
|             | アジアゾウ属 Elephas                                                           |
|             |                                                                                |
|             | †マンモス属 Mammuthus                                                          |
|             |                                                                                |

|  | アジアゾウ属 Elephas  |
|  |                       |
|  | †マンモス属 Mammuthus |
|  |                       |

|             | †パレオロクソドン属 Palaeoloxodon (ナウマンゾウなど)                           |
|             |                                                                                |
| ゾウ亜族    | \| \| アジアゾウ属 Elephas \| \| \| \| \| \| †マンモス属 Mammuthus \| \| \| \| |
| Elephantina | \| \| アジアゾウ属 Elephas \| \| \| \| \| \| †マンモス属 Mammuthus \| \| \| \| |
|             | アジアゾウ属 Elephas                                                           |
|             |                                                                                |
|             | †マンモス属 Mammuthus                                                          |
|             |                                                                                |

|  | アジアゾウ属 Elephas  |
|  |                       |
|  | †マンモス属 Mammuthus |
|  |                       |

|             | †パレオロクソドン属 Palaeoloxodon (ナウマンゾウなど)                           |
|             |                                                                                |
| ゾウ亜族    | \| \| アジアゾウ属 Elephas \| \| \| \| \| \| †マンモス属 Mammuthus \| \| \| \| |
| Elephantina | \| \| アジアゾウ属 Elephas \| \| \| \| \| \| †マンモス属 Mammuthus \| \| \| \| |
|             | アジアゾウ属 Elephas                                                           |
|             |                                                                                |
|             | †マンモス属 Mammuthus                                                          |
|             |                                                                                |

|  | アジアゾウ属 Elephas  |
|  |                       |
|  | †マンモス属 Mammuthus |
|  |                       |

|             | †パレオロクソドン属 Palaeoloxodon (ナウマンゾウなど)                           |
|             |                                                                                |
| ゾウ亜族    | \| \| アジアゾウ属 Elephas \| \| \| \| \| \| †マンモス属 Mammuthus \| \| \| \| |
| Elephantina | \| \| アジアゾウ属 Elephas \| \| \| \| \| \| †マンモス属 Mammuthus \| \| \| \| |
|             | アジアゾウ属 Elephas                                                           |
|             |                                                                                |
|             | †マンモス属 Mammuthus                                                          |
|             |                                                                                |

|  | アジアゾウ属 Elephas  |
|  |                       |
|  | †マンモス属 Mammuthus |
|  |                       |

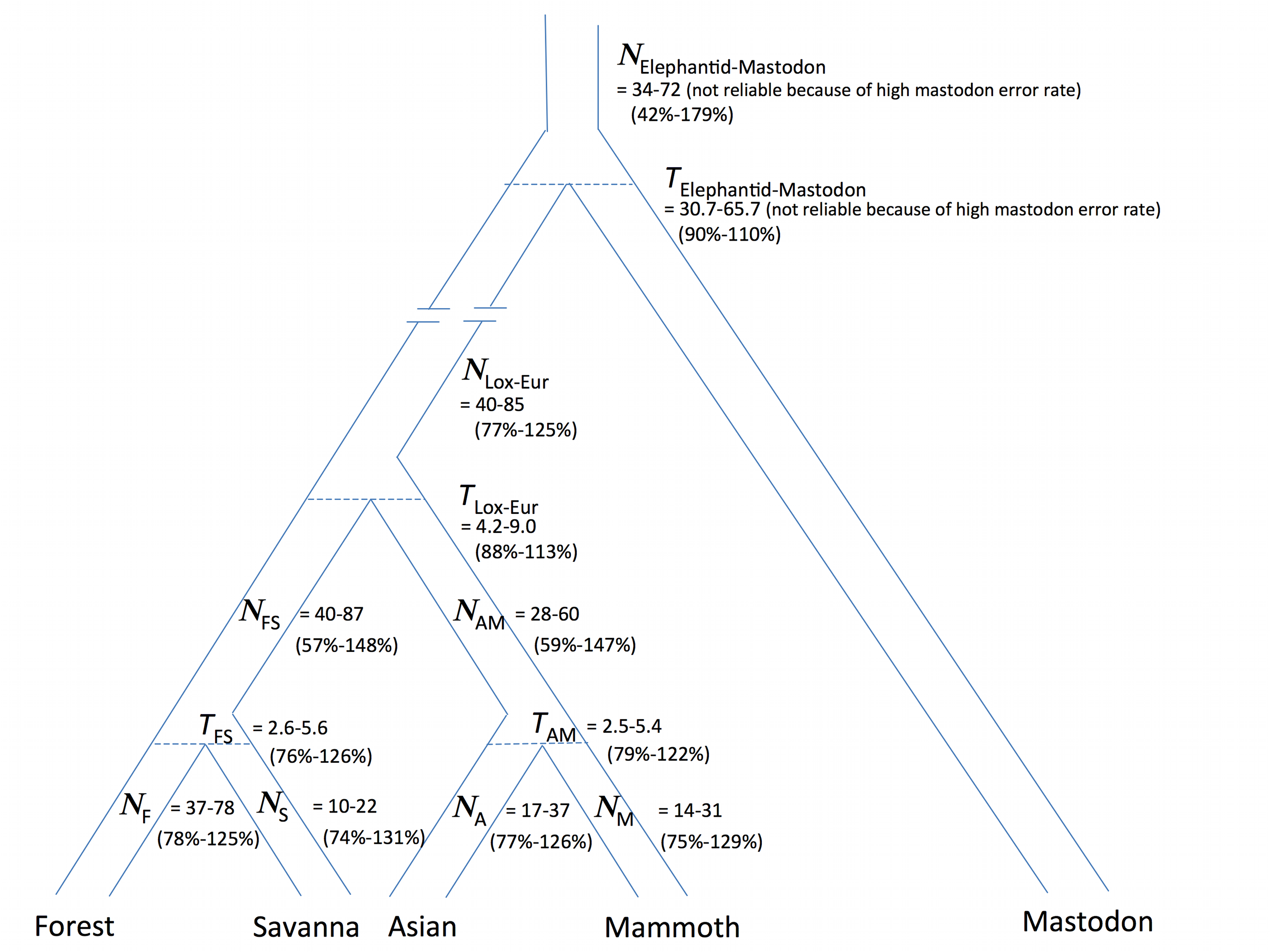
化石から抽出した核ゲノムDNAの解析による、集団モデルと分岐年代の推定。ミトコンドリアDNA解析と同様に、アジアゾウ属とマンモス属が近縁であることが示された。

ゾウすなわちゾウ科は、ステゴドンなどステゴドン科に最も近縁で、次いでいくつかの科未定の属が続く。
ゾウ科のからいくつかの祖先的な属を除いたゾウ亜科の中で、アフリカゾウ属・アジアゾウ属・マンモス属の3属間の類縁関係は長らく不明瞭だった。歯の特徴や初期の分子系統により、アフリカゾウ属とマンモス属が近縁とされたこともあったが、全ミトコンドリアDNAの解析により、アジアゾウ属とマンモス属が近縁とほぼ確定した。
また、分子系統解析結果によると、解析対象としたパレオロクソドン（Palaeoloxodon）属の種はマルミミゾウと姉妹群であるという結果となっている。

### 現生種
現生種はアフリカゾウとアジアゾウの2種存在している。アフリカゾウには2亜種、アジアゾウには4亜種がいる。アフリカゾウの亜種とされていたマルミミゾウは、最近はアフリカゾウとは別種とする研究事例が多く、その場合には現生種のゾウは世界に3種いることとなる。
- アフリカゾウ (Loxodonta africana )
  - サバンナゾウ (Loxodonta africana africana )
  - マルミミゾウ (Loxodonta africana cyclotis )
体高2-2.4mと小柄。中央・西アフリカの森林地帯に生息し、「シンリンゾウ」とも呼ばれる。耳が小さく丸みを帯びていること、牙が真っ直ぐ下へ向かって生えていることが特徴。マルミミゾウは独立した1つの種として扱う場合、学名は「Loxodonta cyclotis 」となる。
- アジアゾウ (Elephas maximus )
  - インドゾウ (Elephas maximus bengalensis )
  - セイロンゾウ (Elephas maximus maximus )
  - スマトラゾウ (Elephas maximus sumatrana )
  - マレーゾウ (Elephas maximus hirsutus )

## 人との関わり

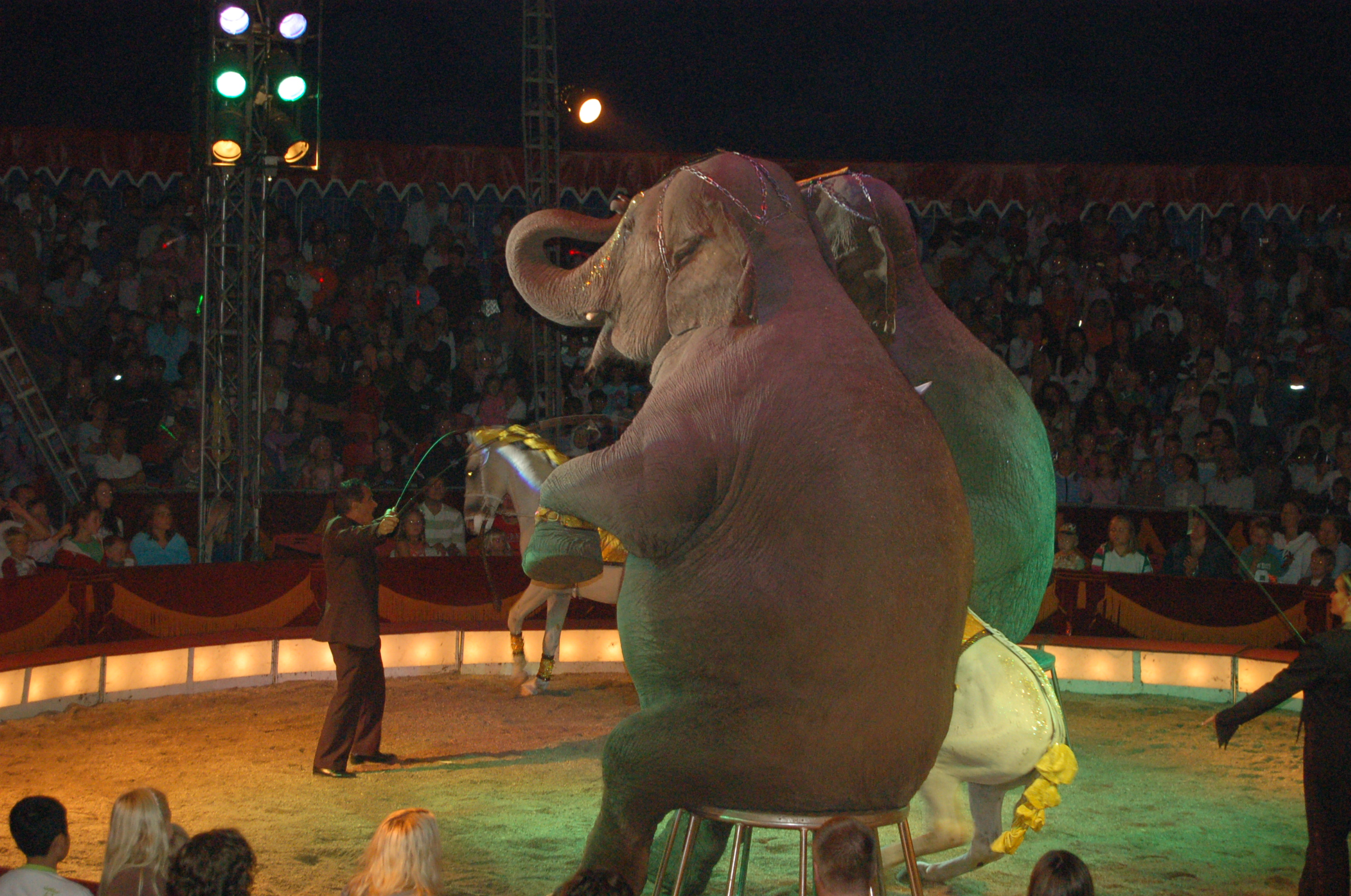
ゾウを椅子に座らせる芸

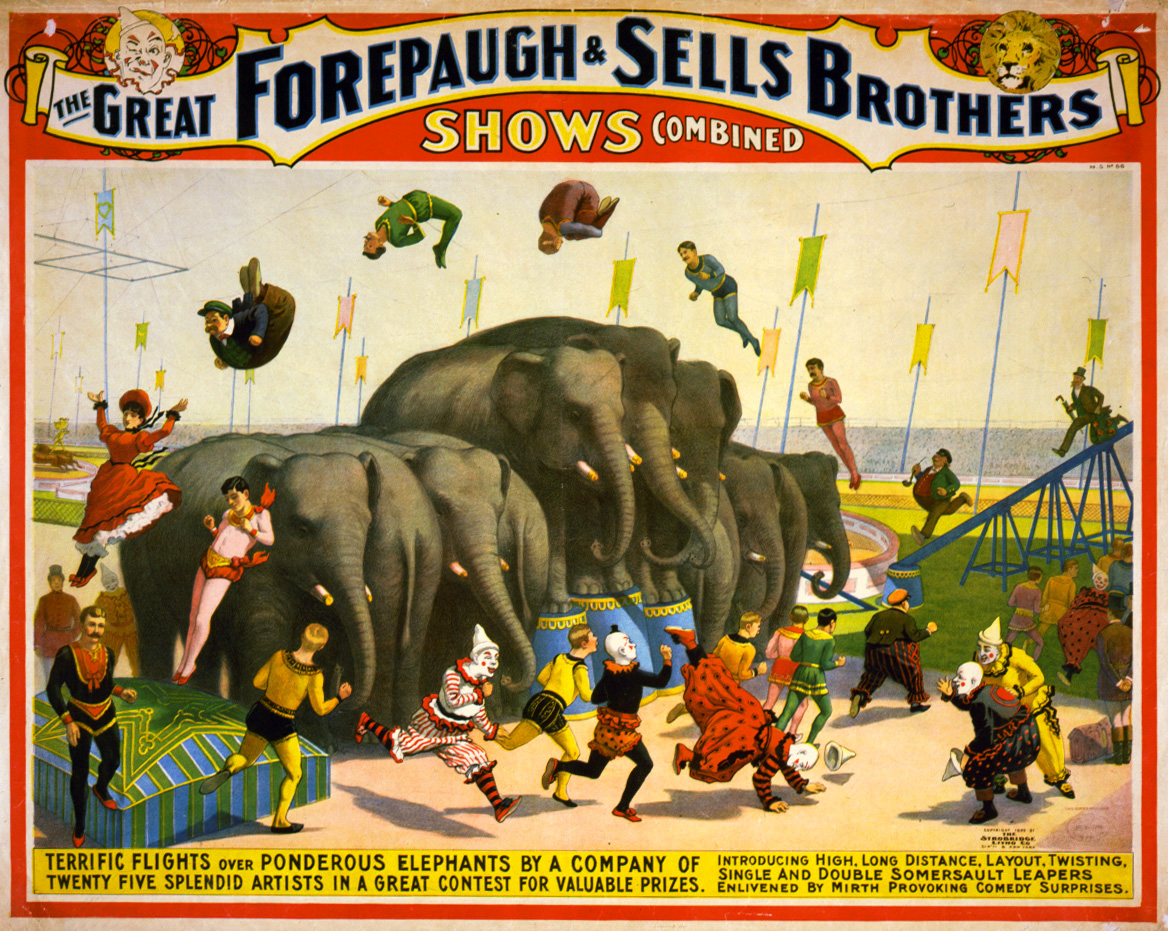
サーカスのポスター（1900年頃）

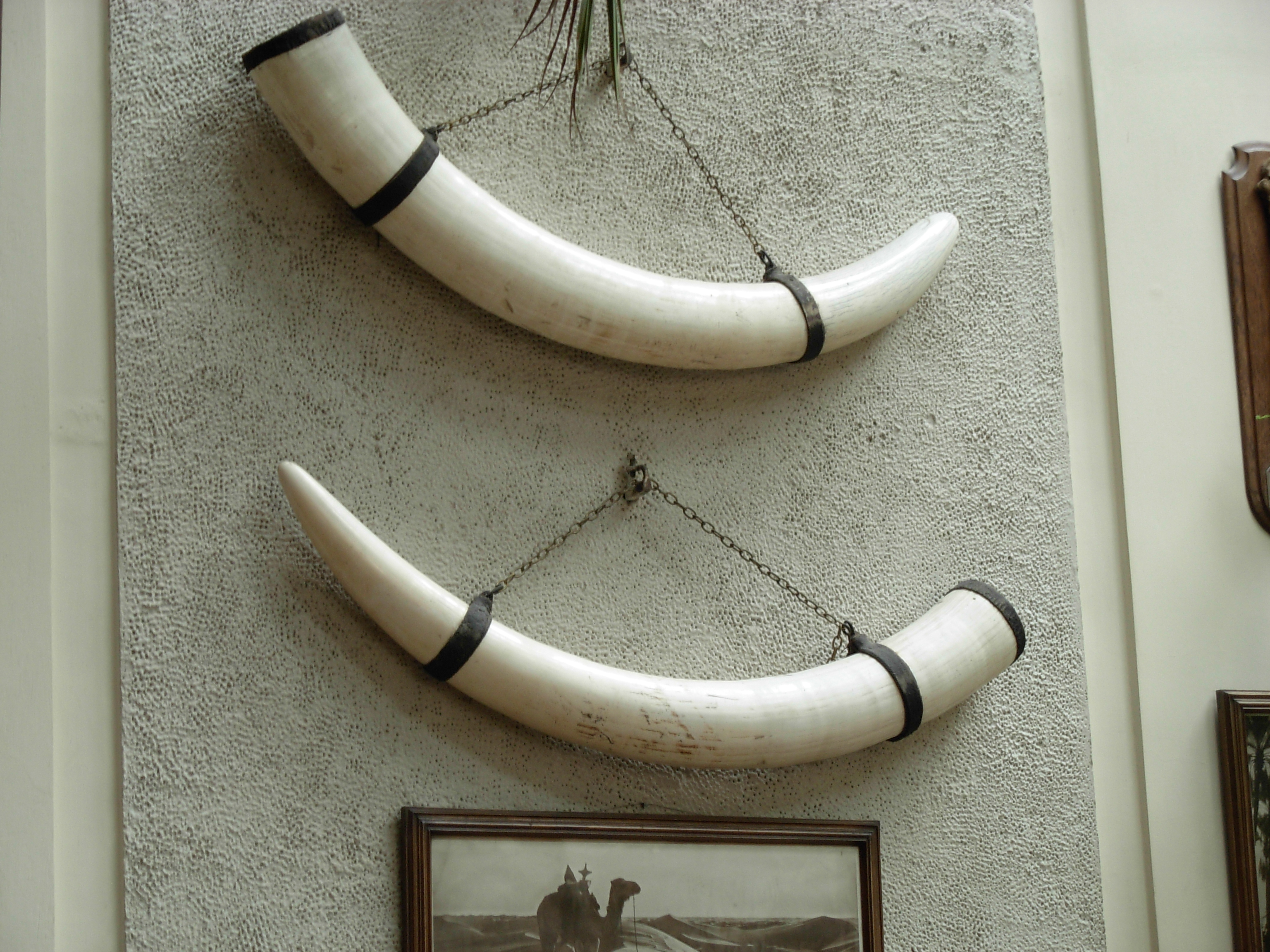
象牙

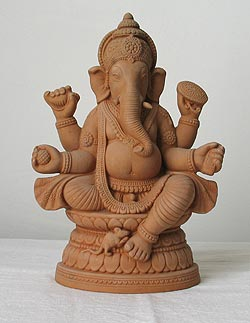
ガネーシャの彫像

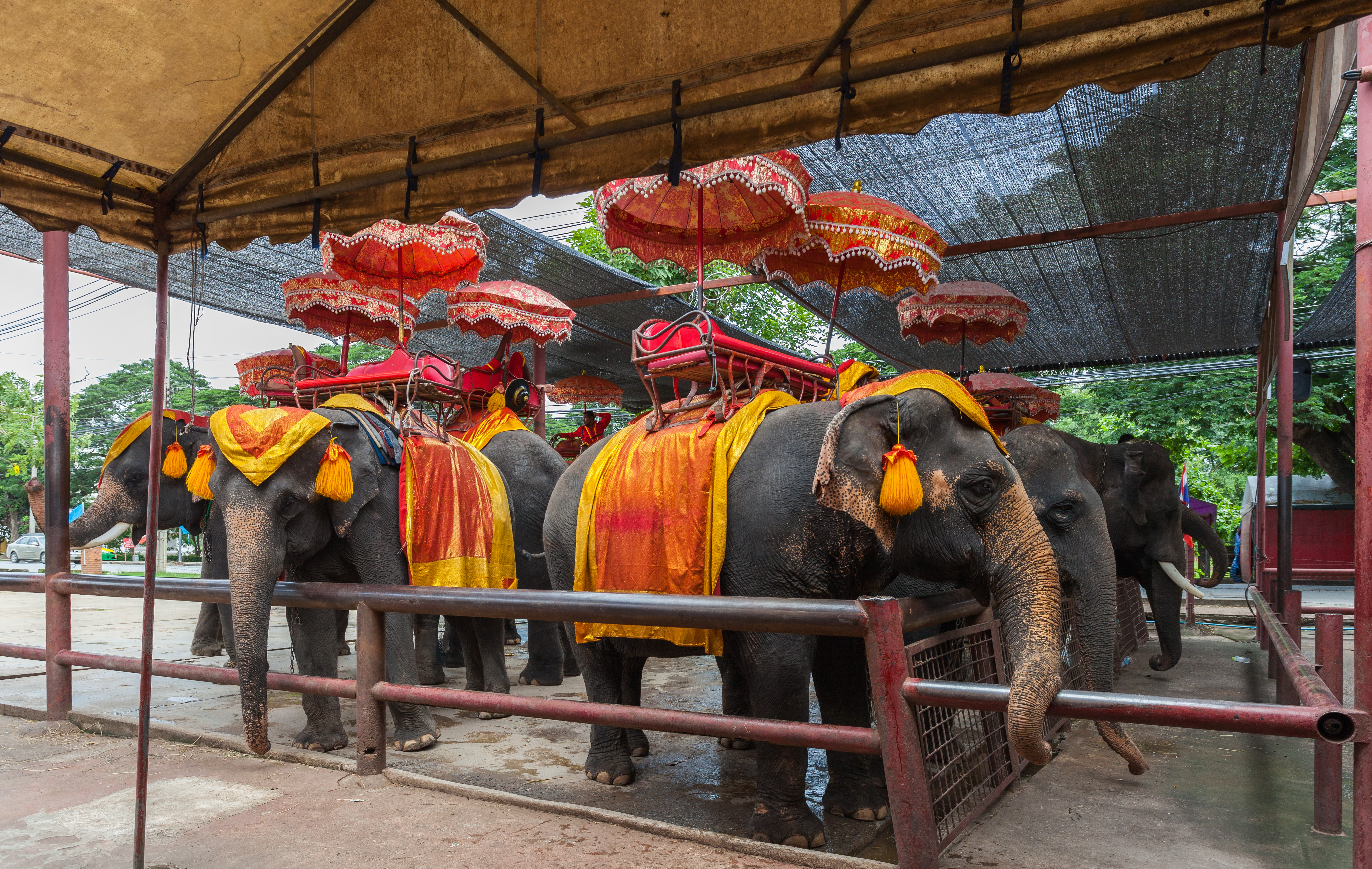
ツアーで使用されるゾウ（タイ・アユタヤ）

### 狩猟と保護
ゾウ類は人間の重要な狩り対象であった。食用としても重視され、先史時代からナウマンゾウやマンモスといったゾウ類が人類にとって重要な獲物であったことは多くの証拠から認められている。崖から数百頭の群れを一度に追い落とす猟が度々行われてきた痕跡から、彼らの絶滅に人間の関与を指摘する向きもある。
現在では数が少なくなったために保護が行われているが、この個体数減少の原因の1つも人による捕獲圧であると考えられる。特に大型になる動物であるクジラ類などにも共通するが、元々の繁殖力が低いため、狩りの圧力を受けやすい。
現在においては食用目的の捕殺はまれであり、捕獲の最大の理由は象牙となっている。象牙（特に長い象牙を持つ象）を目的とした捕獲が後を絶たないため、自然界では成熟しても象牙の短い象の個体数が増えているとの報告もある。また、自然保護と個体数減少によって禁止されるまでは、ゾウは猛獣狩りの最も主要なターゲットであり、欧米の富裕層の観光客によってハンティングが行われていた。
ゾウの個体数が減少してきたことを受け、生息する各国においては国立公園や自然保護区が設定され、ゾウは保護されている。この保護のための資金作りや象牙に代わる地元住民の雇用などを目指し、各国の自然公園ではサファリなどの観光を行うことが多い。このサファリにおいてゾウは目玉の一つであり、ゾウの自然な姿を見るためにヨーロッパやアメリカからやってくる観光客も多く、各国の重要な産業の一つとなっている。
現在ゾウの生息数が最も多いといわれるボツワナでは15万頭以上が生息しているといわれ、1980年代の3万から4万頭に比べ大幅に個体数が増加した。一方、かつては自然保護区に指定されても、象牙などを求める密猟が後を絶たなかった。世界最大のゾウの保護区だったタンザニアのセルー国立公園では、1970年代から1980年代にかけて、かつて10万頭いたゾウが2万頭にまで激減。その後、保護が強化されたことでセルーでの頭数は回復傾向にある。モザンビークにおいては、2015年には5年前と比較し、密猟のためにゾウの生息数が半数にまで減少してしまった。その他、コンゴ民主共和国など、貧しく政治の混乱が続いている国においては密猟取り締まりに予算を割く余裕がなく、密猟の横行を招いている。
ただし、ゾウが増加すると、今度は害獣として近隣に多大な被害を与えることがある。ゾウは農作物を荒らすことも多く、またその巨体を支えるために食べる食物の量は膨大で、樹木の樹皮をはがしてしまうことも多く、そのために枯死してしまう樹木も多いためである。こうしたことから、特にゾウの個体数が回復した地域においては逆にゾウの駆除が求められる場合がある。

日本の動物園においては定番として飼育されるが、自然繁殖例は極めて少ない。欧米の動物園では人工授精での繁殖に成功している例が幾つかある。

### 象牙
ゾウの持つ長い牙は象牙と呼ばれ、その美しい色合いやなめらかさ、やわらかく加工のしやすいことから古来より宝石や工芸材料として珍重されてきた。象牙はアジアゾウ・アフリカゾウともに持つが、アフリカゾウの方が大きくて品質が良く評価が高い。
近代以前のアフリカにおいては金と並ぶ重要な交易品であり、サハラ交易の南端に位置するトンブクトゥなどのサヘル交易都市や、インド洋交易の東端に位置するアフリカ東海岸の諸都市は金と象牙を主な交易品とし繁栄。
大航海時代においてもヨーロッパ人がアフリカに求めたものは金と象牙であることには変わりなかった。19世紀に入ると、それまで象牙を沿岸の港湾都市で買い付けるだけだったアラブ人の隊商が内陸部へと入り、直接象牙や奴隷を買い付けるようになった。このため内陸部の交易ルートが拡大、スワヒリ語がこの地域の共通語として広まる契機となった。20世紀に入るまで象牙はアフリカの重要な特産物の一つとなっていた。一方で象牙の高価さはゾウを狩猟の目的とするのに十分なものであり、とくに19世紀以降上記のとおり象牙を目的とした乱獲が行われ、ゾウの個体数が急減する原因となった。
1989年にはワシントン条約によって象牙の国際取引がほぼ禁止され、旧来象牙を使用の分野では、代替品の開発が急速に進展。一方で、取引が禁じられたため、象牙の価値はむしろ高騰し、この高い利益をもとめて密猟を行うものが後を絶たず、問題となっている。

### 役畜としてのゾウ
アジアのゾウ使いはマフートと呼ばれる。
ゾウは使役動物としてかつて現地の人たちには移動手段として使われ、重いものを運ぶのにも利用された。戦象として軍事用に使われたこともある。こうした役畜としての使用はおもにアジアゾウに限られ、アフリカゾウも使われた（#古代ローマとゾウを参照）記録はあるものの、あまり役畜としての利用はせず、飼育もあまりされてこなかった。アフリカゾウは、気性が荒く使役できるまで慣れない。マルミミゾウは、それを上回る気性の激しさを持つ。
また、ゾウに芸をさせることもあり、サーカスではゾウに逆立ちさせたり台に上らせたりといった芸をさせる。タイではゾウにサッカーをさせる行事がある。また、かつてインドでは象に罪人の頭を踏みつぶさせる処刑があった。
なお、オスがマストになると、数週間から数か月にわたって命令を聞かなくなる（時として飼い主を殺そうとする）ため、マスト期の短縮は死活問題である。アジアのゾウ使いたちは、ゾウが衰弱するとマストが終わることを知っており、該当の個体を動けないよう拘束してエサを減らすことで、マスト期間をわずか数日に短縮する。こういった措置は極めて効果的であるものの、虐待とも考えられており、動物園などでは採用されないことが多い。

### 動物愛護
タイの伝統的な文化として、ゾウに乗って観光地を散策する体験「ゾウ乗り」があるが、2020年に、調教における虐待行為が問題となり、動物愛護の観点から、近年、廃止する施設が増えている。

### ゾウの攻撃・襲撃
マスト期（発情期）の雄は非常に攻撃的な性格をしており、周囲にいるゾウなどに攻撃を仕掛ける。また、ゾウは群れで村などを襲撃し、トウモロコシ、サトウキビ、バナナなどの作物を食べたり破壊する human-elephant conflict（人間とゾウの衝突）を引き起こす。
これらに対して、電気柵、火、閃光弾、ボウガン、銃などで武装しているが双方に被害を出している。ただし、電気柵に対しては象牙が電気を通さず、象牙以外でも石などを使って破壊する知能があるため効果が薄く、またゾウが感電死するレベルの電気柵は、タイ王国の場合は密猟の罪に問われる場合がある。
発信機を付けて追跡し、危険があれば麻酔銃で眠らせて、人家の少ない場所で放獣なども行われている。また、ゾウを訓練して襲撃をしようとしているゾウに対抗させたりもされる。
深刻な被害を被っているネパールでの調査では、火を使って追い払うグループの死亡率が低く、爆竹を使って追い払ったグループは死亡率が高かった。また森林近くのコミュニティと離れた集落への攻撃で被害が大きい。
ケニアでは、昔からゾウはハチを嫌うとされていたが、研究からも避け傾向が見られたことから、モザンビークからタイまでゾウの生息環境にある農地や線路などでハチを飼育したり、ハチの羽音を大音量で流すことで被害を軽減している。
飼育されたゾウの事故
飼育環境でも、ゾウは飼育員との事故が多い動物である。
事故を起こしやすい要因はいくつかある。ゾウの大きさと人間が脆く矮小であることで、少し動いただけで周りの人間の怪我につながりやすいこと。ゾウには対応が難しくなる時期（オスのムスト期、メスの発情期）があり、さらに見落としやすいムスト期の期間がある。群れの順位付けの喧嘩の時に周りに人がいる場合や、人間側の順位にも干渉を行い、新人が来ると安定した群れに混乱を起こすなどがある。

### 動物園の飼育環境
種別として以下の方法で飼育が行われる。
1. 直接飼育：ゾウと同じ檻に入り直接世話をする。健康管理などが行いやすい反面、事故の危険性がある[58]。
2. 間接飼育：檻越しにゾウの餌を与えたりする。最も安全だが、ゾウが怪我や病気、出産の際には何もできない[58]。
3. 準間接飼育：檻越しに号令や棒を使って行動指示し、足や耳などが出せる部分を治療したりする。調教が必要で、すべてのゾウでできるわけではない[58]。

### その他の利用
ゾウの糞は、タイの北部では、コピルアクにヒントを得てゾウの糞からコーヒー豆を集め、高級コーヒー豆としてブランド化させている。また、燃料や堆肥化、紙の製造などが行われている。

### インド神話、ヒンドゥー教、仏教とゾウ
インドの神話でゾウは世界を支える存在として描かれる。
ヒンドゥー教には、ゾウの頭を持つガネーシャと呼ばれる神様がいる。仏教では歓喜天に当たり、シヴァ神の長男で富と繁栄の神様とされる。また、天帝インドラはアイラーヴァタと呼ばれる白象に乗っている。
仏教の影響下、東南アジアでも白いゾウ（白象）は神聖視された。釈迦は白象の姿で母胎に入ったという。ゾウは普賢菩薩の乗る霊獣として描かれることが多い。
チェスや将棋などの起源と考えられる古代インドのボードゲーム、チャトランガにはゾウを意味する駒があった。シャンチー（後手のみ）やチャンギにも「象」が登場する。日本でも中将棋を含む古将棋の多くに「酔象」があるが、現在の将棋に「酔象」はない。

### 古代ローマとゾウ
古代地中海世界では戦象としてゾウを軍用に使役していた。古代ローマ人が初めてゾウと遭遇したのはピュロスのイタリア半島侵入の際で、ヘレニズム世界で使用されていた戦術をピュロスがそのまま持ち込んだものであった。このときローマ軍が戦象と戦った場所ルカニアからローマではゾウはルカニアの牛と呼ばれた。こうしたピュロスのエピソード以上に第二次ポエニ戦争の際、カルタゴの将軍ハンニバルがその傭兵部隊に加えて39頭の象を引き連れ、イタリア半島に侵攻したことはよく知られている。アルプス山中で受けた妨害と寒さや餓えのため、イタリアの平野部に到達した象は元の半数以下だったが、それもトレビア川の戦いでインドゾウの一頭を残してことごとく倒れた（最後のゾウ以外はアフリカゾウ（マルミミゾウ）であった）。
ゾウはローマにおいては一般的なものではなく、そのためローマ帝国期においてはときおりゾウがローマ市まで連れてこられ、パンとサーカスの一環として見世物に供された。80年にローマ市中心部において完成したコロッセウムにおいても、ゾウが皇帝に挨拶をしたりダンスを踊った記録が残されている。また、ゾウとほかの猛獣とを戦わせる見世物も行われた。

### シンボルとしてのゾウ
ゾウはその生息地だけでなく、ゾウの生息しない地域においても大きさや温和さ、強さ、賢さなどのイメージから、さまざまなシンボルに使われてきた。アメリカの二大政党の一つである共和党はゾウを党のシンボルマークに使用している。また、ガーナの二大政党の一つである新愛国党も、偉大さや賢さ、愛情深さなどプラスのイメージを持つゾウを党のシンボルマークとして使用している。

### 日本人とゾウ

普賢菩薩騎象像（東京国立博物館蔵、平安時代後期）。普賢菩薩は六本の牙のある白象に乗るとされる。

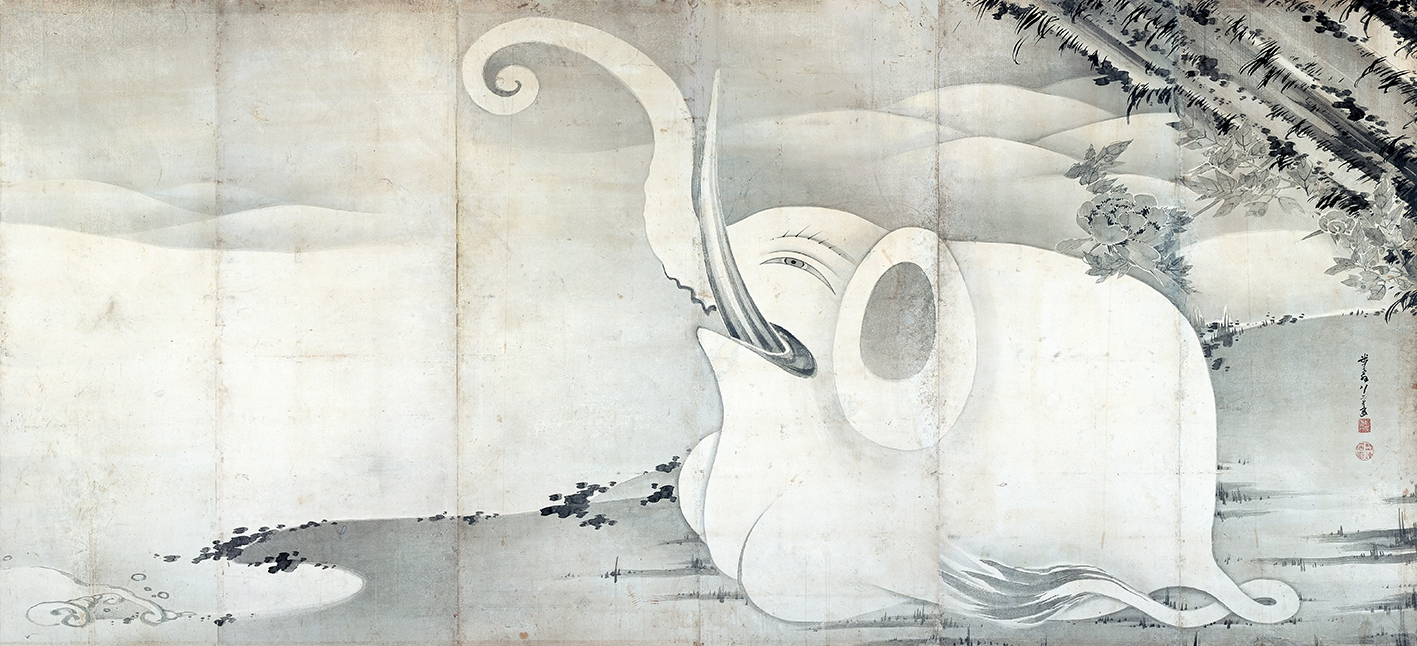
伊藤若冲「象と鯨図屏風」（1795年）の象。若冲には象を描いた作品が数点あるが、彼は少年時代に享保の象を見た可能性もある。

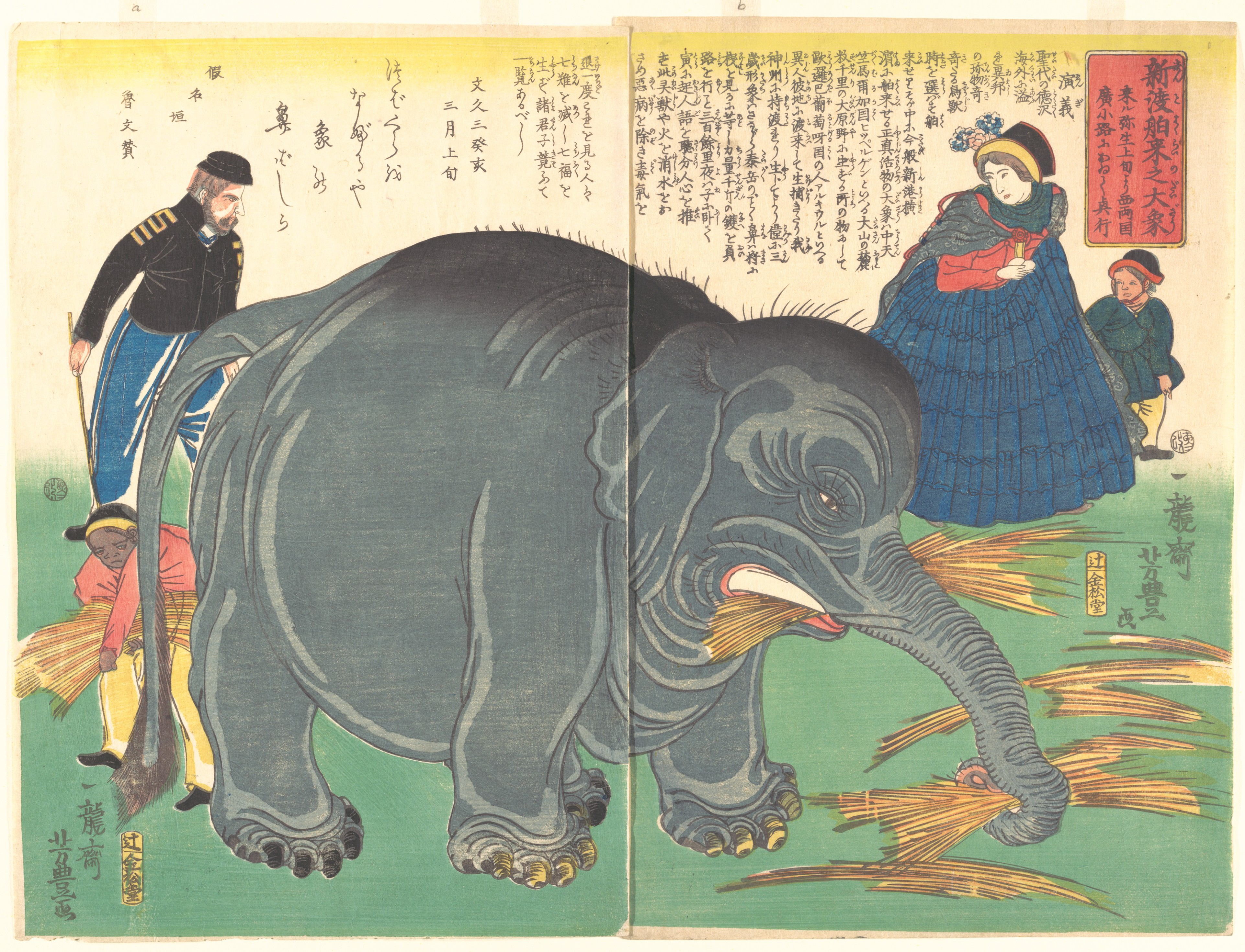
歌川芳豊「新渡舶来之大象」（1863年）。1862年（文久2年）にアメリカ船がマラッカから象をもたらし、約10年にわたって日本全国を興行した。ほかにも複数の浮世絵師がこの象を描いている。

まだユーラシア大陸と陸続きだった頃の日本列島にはナウマンゾウが生息しており、旧石器時代には狩猟対象とされていた。日本においてナウマンゾウは約2万年前に絶滅したとされるが、その骨は後の時代にも珍重され、正倉院にもナウマンゾウの臼歯が竜骨として保管されていた。1804年（文化元年）11月、近江国滋賀郡南庄村（現在の大津市伊香立南庄町）で、トウヨウゾウの骨化石が発掘された。このときに出土した骨を観察した当時の人々は龍の骨と考え、その姿かたちは龍骨図として描かれた。
唐時代の官の家畜に関する規定である厩牧令ではラクダとゾウの記述があったが、日本の厩牧令では国内事情に合わせるため記述が削除された。存在自体は仏教の影響で知られており、『今昔物語集』には、イノシシがゾウに乗った普賢菩薩に化けて僧を誑かす逸話がある。12世紀から13世紀に成立したといわれる『鳥獣人物戯画』の乙巻には、長い鼻や太い足、牙など象の特徴をよく捉えた絵が描かれている。
生きているゾウが日本へ渡来したことが確認できる最も古い文献記録は、応永15年6月22日（1408年7月15日）に若狭国小浜へ入港した南蛮（東南アジア）の船にゾウが積まれていたというものである。この船は亜烈進卿という人物（パレンバンの華僑の頭目施進卿とされる）が派遣したもので、足利義持への献上品として孔雀やオウムなどとともにゾウが積まれていた。このゾウは上京を果たしたようだが、当時の人々の反応を伝える史料は残っていない。その後応永18年（1411年）に、このゾウは足利義持から朝鮮の太宗に贈られた。
天正3年（1575年）には明の船が象と虎を連れて豊後国臼杵に到来し、大友宗麟に献上されたほか、慶長2年（1597年）にはルソン総督が豊臣秀吉への献上品として、また慶長7年（1602年）には朱印船貿易の相手だったベトナムの阮潢により交趾から徳川家康への献上品として虎・孔雀とともに象1頭が贈られた。神戸市立博物館所蔵の桃山時代の南蛮屏風には日本に連れて来られた象が描かれている。
享保13年（1728年）6月には、オスメス2頭の象が江戸幕府8代将軍・徳川吉宗の注文により広南（ベトナム）から連れてこられた。メスは上陸地の長崎にて3か月後に死亡したが、暴れることを想定しそれに耐えうる頑丈な国産船が当時無かったことから、オスは長崎から陸路歩行で江戸に向かい、途中、京都では中御門天皇の上覧があり、庶民からもかなりの人気があった。上覧には位階が必要なため、オスのゾウには「従四位広南白象」と位と号が与えられている。江戸では徳川吉宗は江戸城大広間から象を見たという。その後、ゾウは浜御殿にて飼育されていたが、飼料代がかかり過ぎるため寛保元年（1741年）4月、中野村（現東京都中野区）の源助という農民に払い下げられ、翌年12月に病死した。現在も馴象之枯骨（じゅんぞうのここつ）として、中野の宝仙寺に牙の一部が遺されている。
その後、文化10年6月28日（1813年7月25日）にイギリス船シャルロッテ号とマリア号が長崎に来航した際、将軍への特別の贈り物としてメスの象1頭が連れてこられている。長崎奉行遠山景晋がその象の検分に当たり、しばらく長崎に滞留していたが、同年9月1日に幕府から受け取り拒否の回答が伝えられたため、その象は再び船に乗って日本を出国していった。なお、このイギリス船の来航の本当の目的は、トーマス・ラッフルズの命により、出島のオランダ商館をイギリスに引き渡すようにオランダ商館長ヘンドリック・ドゥーフに要求するためで、象はその挨拶がわりだったのではないかとされている。
歌舞伎十八番のひとつにゾウを題材とした「象引」がある。

### 日本語の中のゾウ
- とにかく大きくて重いものの代表になり、大きさを示すのにゾウ何頭分という表現が使われたり、「ゾウが踏んでも壊れない」ことがキャッチフレーズになった商品（筆箱）の例もある[69]。
- 『ゾウの時間ネズミの時間』は生物のサイズ差に関する本であり、表題は「大山鳴動して鼠一匹」などスケールの小ささの表現にも用いられるネズミと対比されている。
- その見た目から、時に男性器を意味する隠語として使われることもある。(代表例としては『クレヨンしんちゃん』(初期)の｢ぞうさん｣(こちらは逆に、男性器をゾウに見立てるというもの)がある。)

### ことわざ

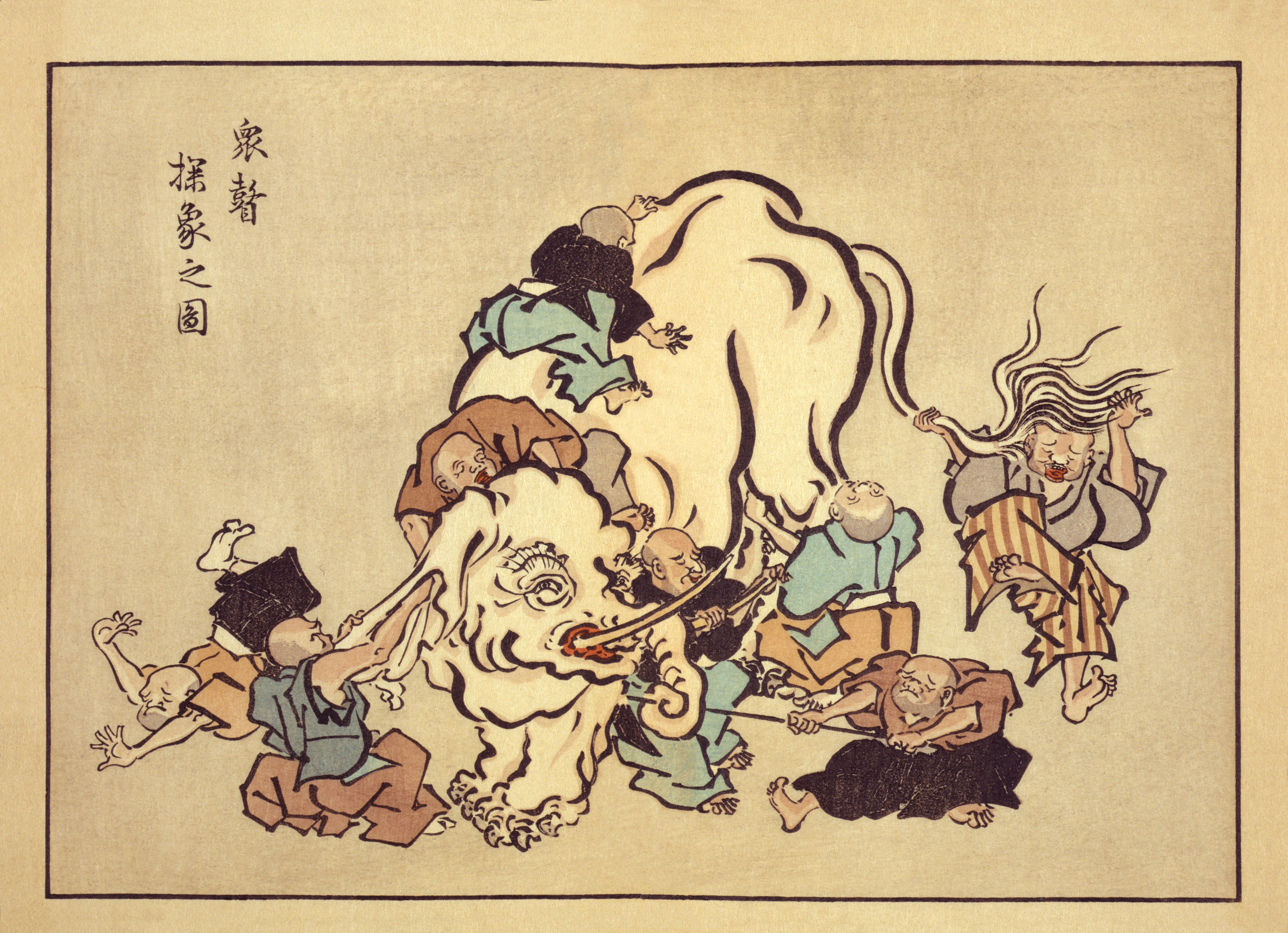
浮世絵師、英一蝶 (1652 – 1724) による『衆瞽象を撫ず』図

- 群盲象を評す（群盲象をなでる、ともいう）
3人の盲人が象を触り、それぞれが足を触り「これは丸太だ」、鼻を触り「これはロープだ」耳を触り「平べったいものだ」と三者三様の意見を発言するという話からきている言葉。個々の意見はそれなりに正しいが、全体像としては間違っているという意味で使用される。
- 虎は死んで縞（しま）を残し、象は死んで牙を残す（インドネシアのことわざ）

#### ゾウの名を持つ生き物
大きいこと、鼻が長いことがはっきりした特徴となっているから、そのような特徴を捉えて他の生物の名としている例もある。
- ゾウムシ・ゾウクラゲ：吻が長いことから付いたもの
- ゾウガメ：体が大きいことから付いたもの
- ゾウアザラシ：体が大きいことと、特徴的な大きな鼻から
- ゾウカブト：角の形がゾウを連想させ、体全体が大きいことと重量があることから

## ゾウに関連する作品など
- ゾウとドラゴンの戦い ‐ 東側で龍虎が戦っていたように、中世ヨーロッパではゾウとドラゴン（蛇）が宿敵として戦う絵柄が多くみられる[70][71]。博物学者大プリニウスは、ゾウは冷たい血液を持っており、ドラゴン（蛇）が夏の暑さから逃れるためゾウを狙い戦う説明を著書の『博物誌』にて行っている[72]。また、ヘビがゾウを飲み込んだという話は、中国の『山海経』にもあり、そのヘビは巴蛇と呼ばれる[73]。

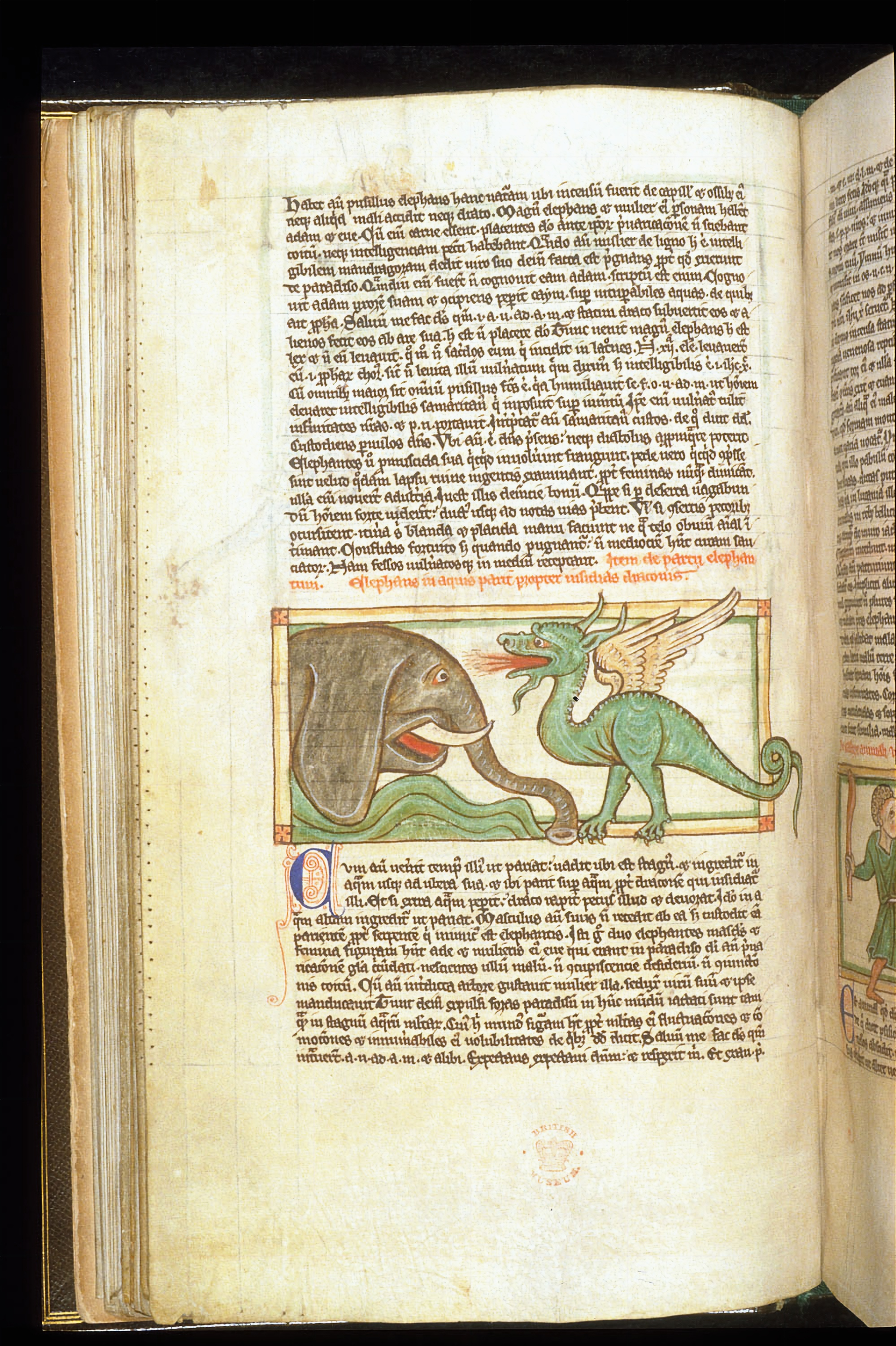
13世紀の書物から、対峙するゾウとドラゴン
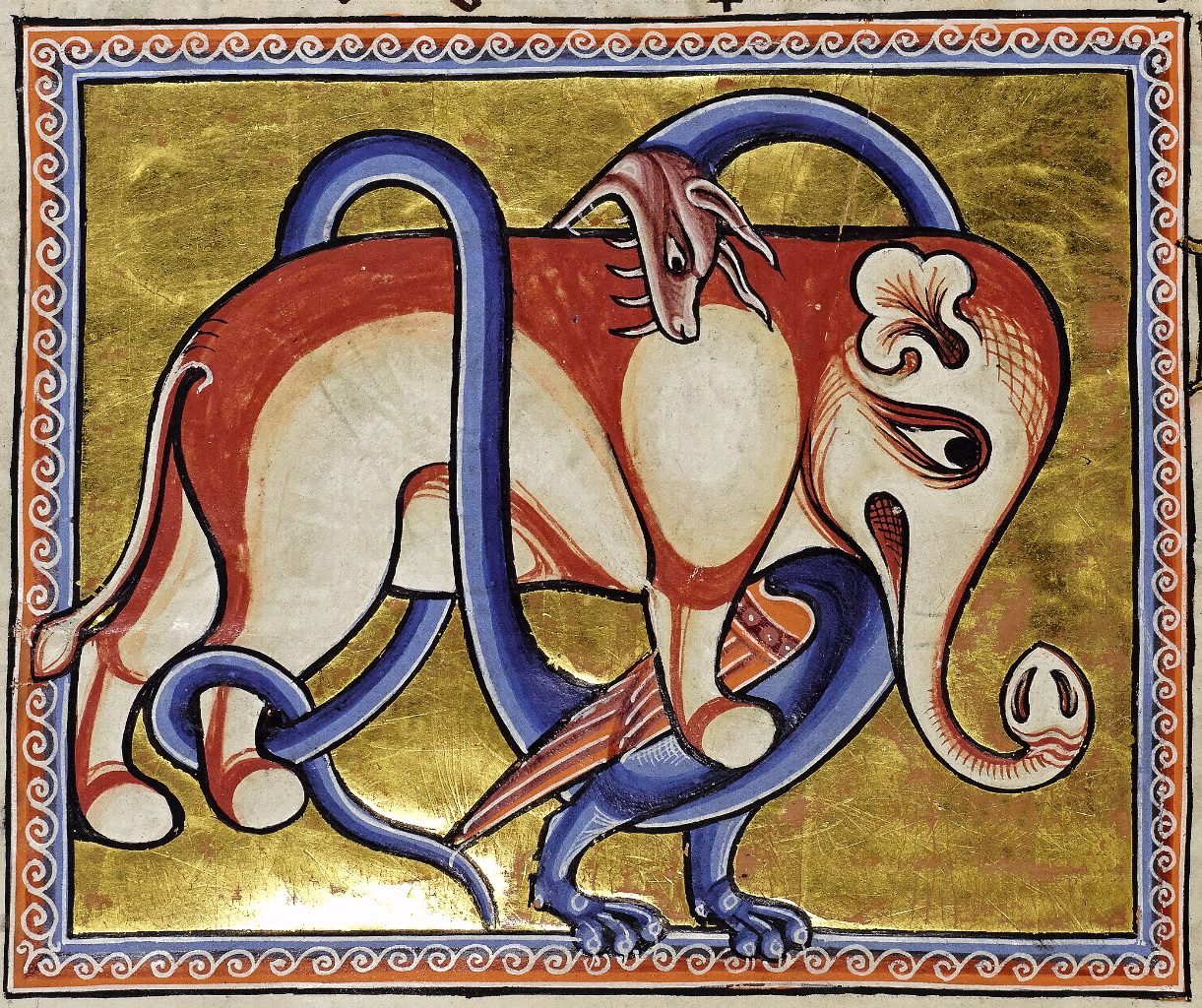
アジアゾウに巻きつくドラゴン / 動物寓意譚を集めた1200年頃の装飾写本『アバディーン動物寓意集（英語版）』のための挿絵[74]。